# London Underground

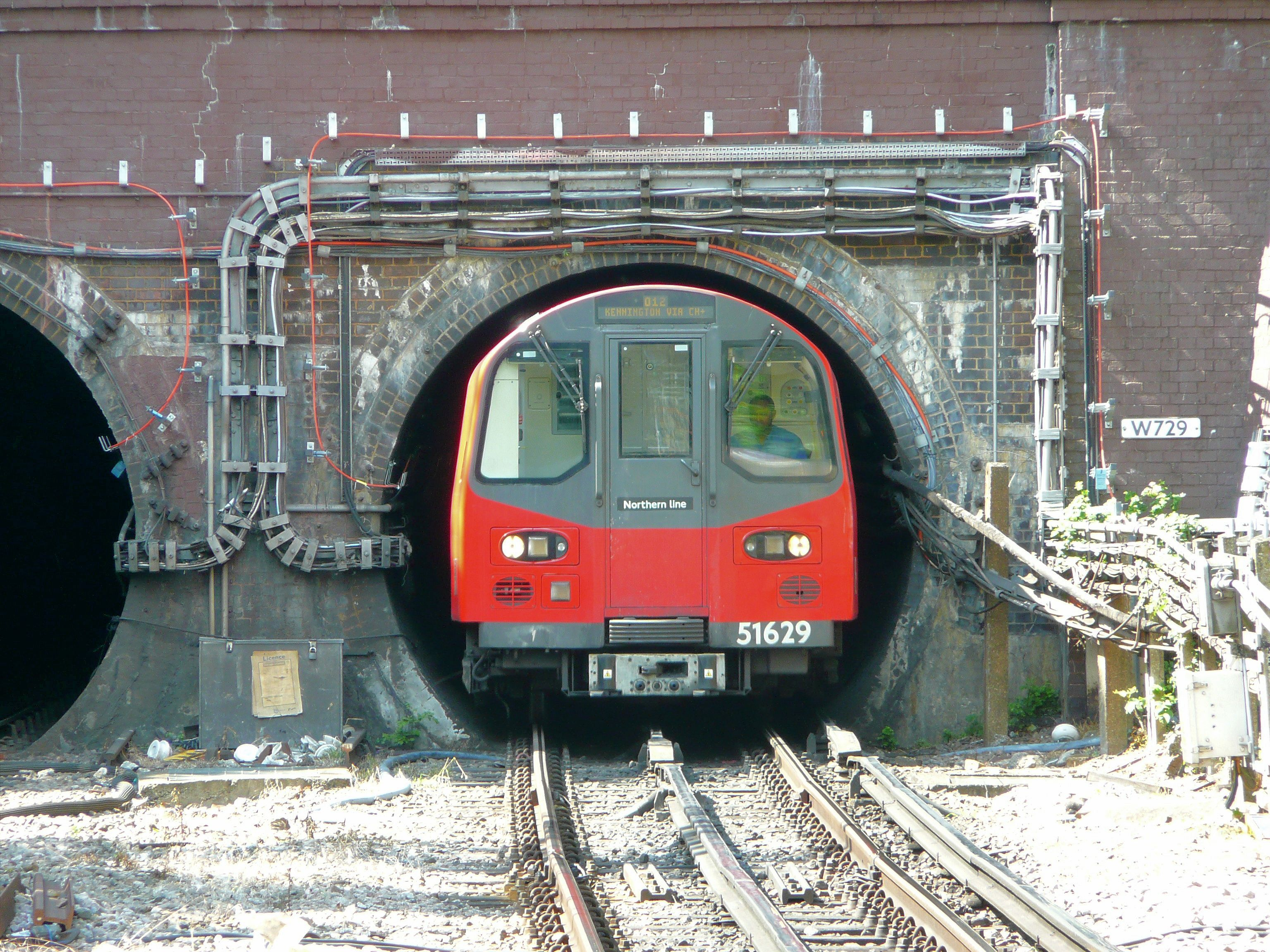
Der Spitzname „tube“ stammt von den röhrenförmigen Tunneln der Kleinprofillinien; hier das Tunnelende der Northern Line nördlich der Station Hendon Central

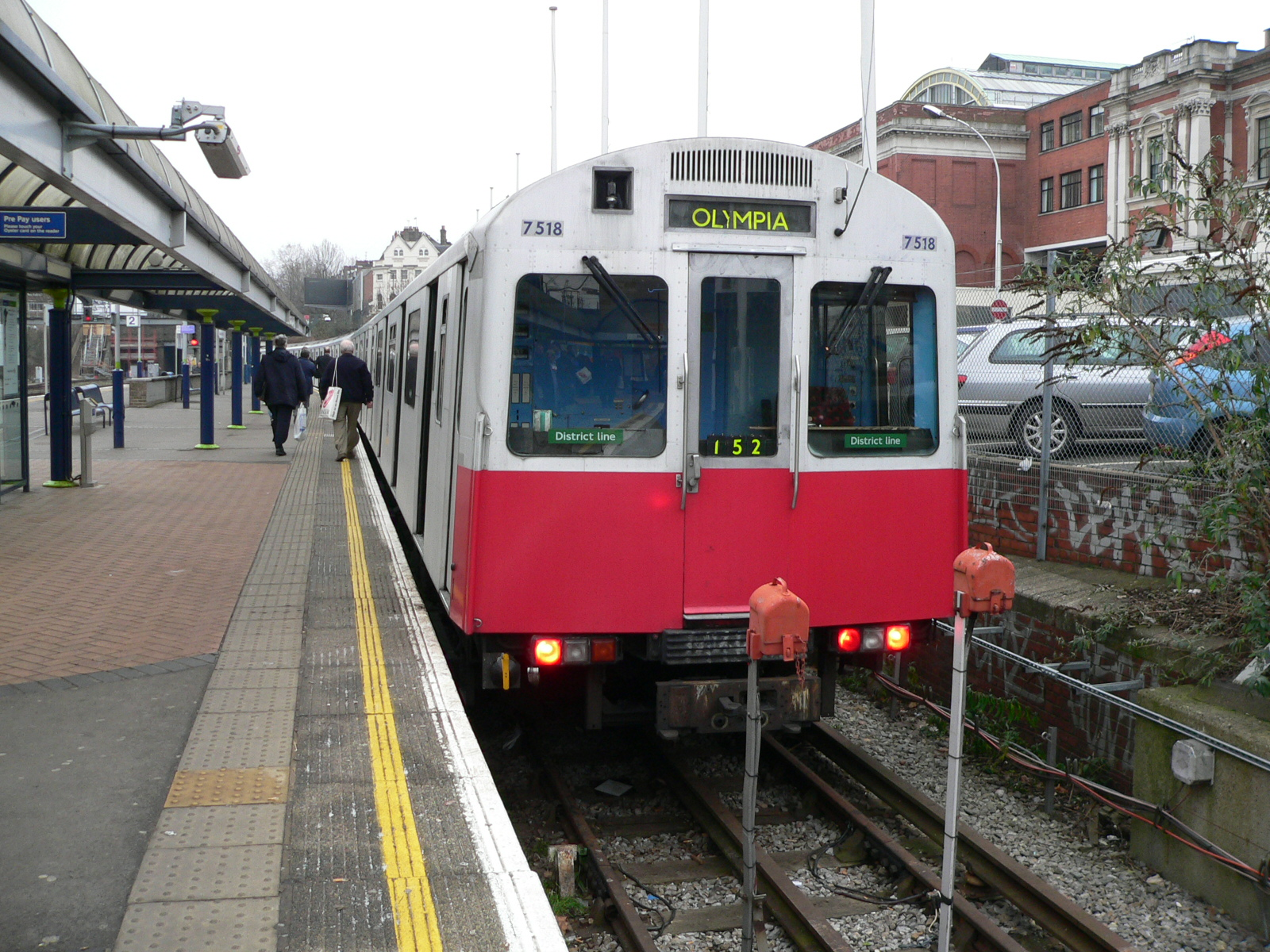
Großprofilzug des Typs D78 auf der District Line, Station Kensington (Olympia)

Die London Underground ist mit mehr als 160 Jahren (Stand 2023) die älteste U-Bahn der Welt und besitzt nach der Metro Moskau die zweitgrößte Netzlänge europäischer U-Bahnen. Sie erschließt neben der City of London besonders nördlich der Themse weite Teile der britischen Hauptstadt London sowie einige angrenzende Gebiete.
Der erste Streckenabschnitt der Metropolitan Railway (die heutige Metropolitan Line) wurde am 10. Januar 1863 als unterirdische, mit Dampflokomotiven befahrene Eisenbahn eröffnet. Obwohl von der Metropolitan Railway die weltweit häufigste Bezeichnung für eine U-Bahn – Metro – abgeleitet wurde, wich dieser Begriff im britischen Englisch bereits Ende des 19. Jahrhunderts der Bezeichnung Underground. In der Umgangssprache der Londoner wird die U-Bahn Tube (englisch für „Röhre“) genannt.
Fast 150 Jahre lang war die Underground die längste U-Bahn der Welt; Stand 2020 ist sie die sechstlängste, aber die längste außerhalb von Ostasien. Derzeit beträgt die Streckenlänge 402 Kilometer mit 272 Stationen auf 11 Linien, von denen 262 selbst verwaltet werden. Außerhalb der Innenstadt verkehren die Linien mehrheitlich an der Oberfläche, tatsächlich liegen nur 45 Prozent des Streckennetzes im Tunnel. Komplett unterirdisch verkehren lediglich die Victoria Line und die nur zwei Stationen umfassende Waterloo & City Line.
Im Geschäftsjahr 2011 benutzten täglich durchschnittlich rund 3,2 Millionen Fahrgäste die Underground, an Werktagen bis zu 3,7 Millionen. In dieser Zeit wurden insgesamt 1,171 Milliarden Fahrten unternommen, was einen Rekordwert darstellte.
Seit 2003 ist London Underground ein Teil von Transport for London (TfL), das auch für die übrigen öffentlichen Verkehrsmittel in Greater London mit Ausnahme der Eisenbahnen verantwortlich ist. Rechtlicher Betreiber ist jedoch die Tochtergesellschaft London Underground Limited.

## Liniennetz

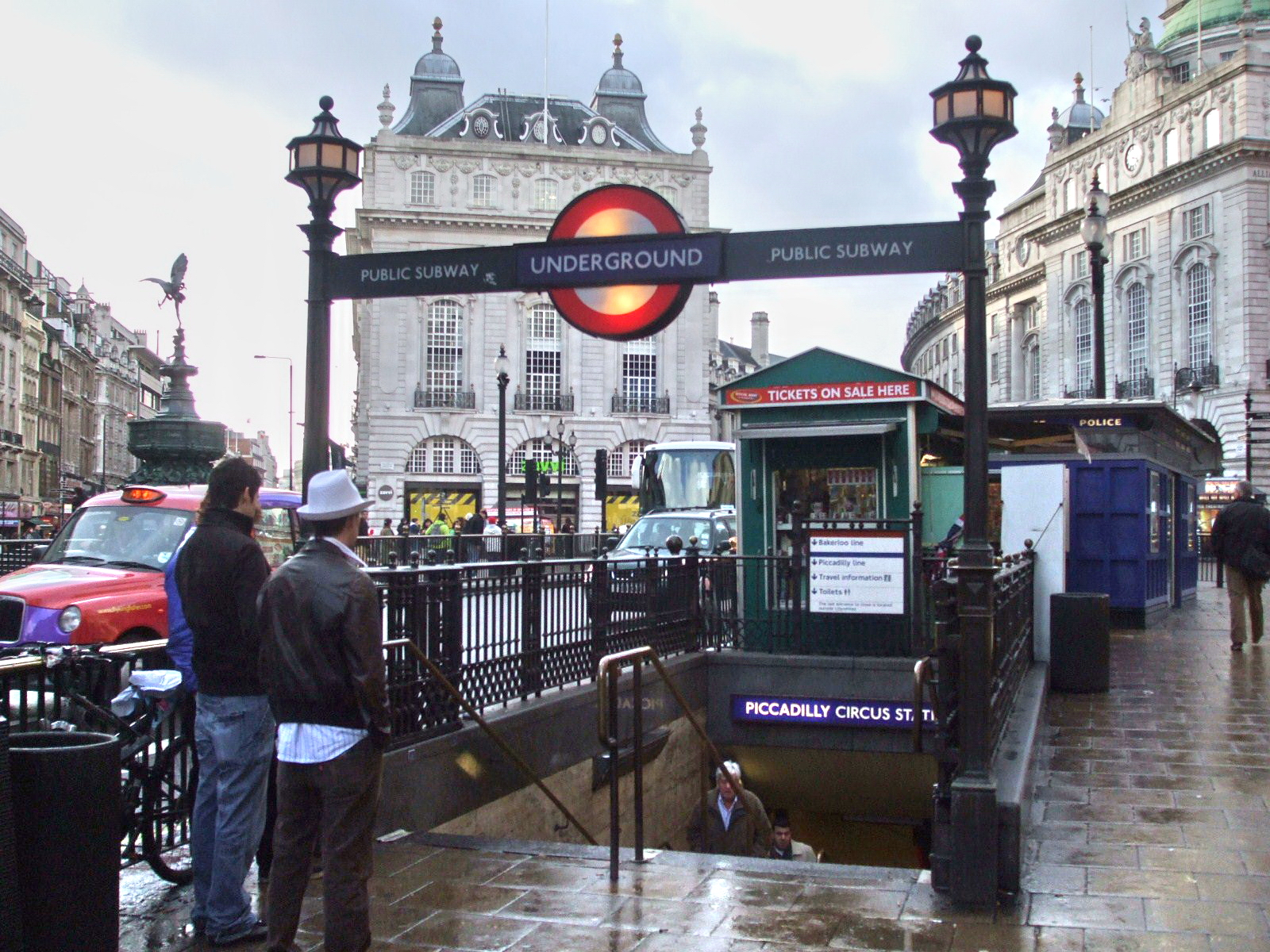
Zugang zur U-Bahn-Station Piccadilly Circus

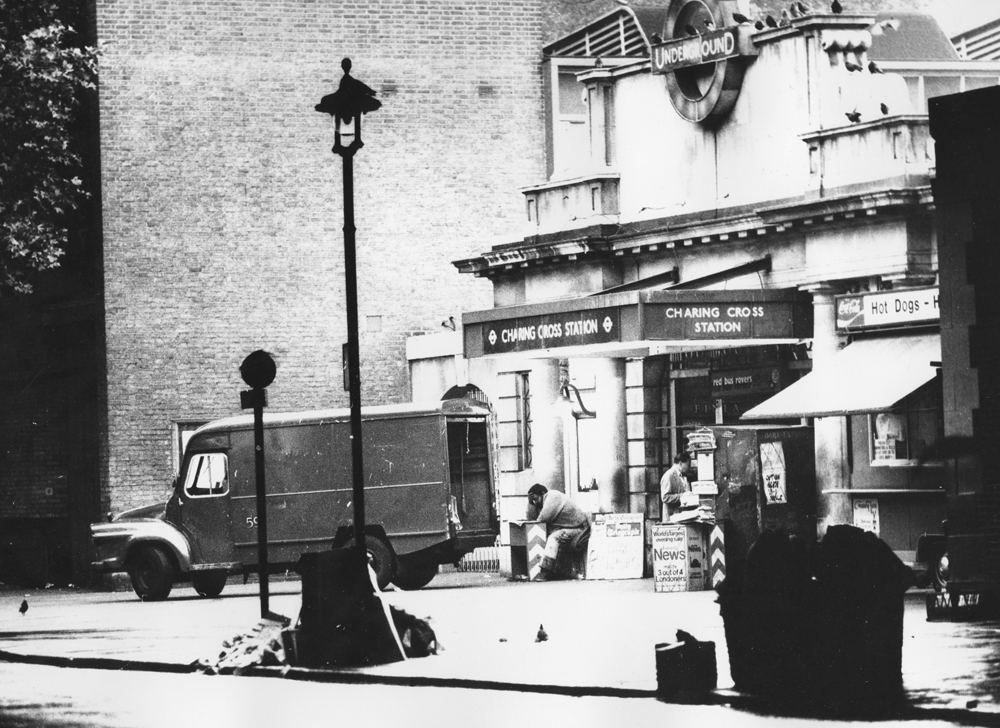
Eingang der Station Charing Cross (1974)

Das Londoner U-Bahn-Netz ist 402 km lang, hat 272 Stationen und besteht aus 11 Linien, die zum Teil mehrfach verzweigt sind. 14 Stationen liegen außerhalb der Grenzen von Greater London, nämlich drei bzw. fünf Stationen der Metropolitan Line in den Grafschaften Buckinghamshire und Hertfordshire sowie sechs Stationen der Central Line in der Grafschaft Essex.
Die Züge fahren werktags, mit Abweichungen auf einzelnen Linien, von etwa 5 Uhr früh (samstags meist etwas später) bis zirka 1 Uhr nachts und sonntags ab etwa 7 Uhr bis Mitternacht. Die Taktzeiten betragen in Spitzenzeiten zwei Minuten, tagsüber durchschnittlich vier Minuten, am späten Abend bis zu zehn Minuten. In den Nächten von Freitag auf Samstag und Samstag auf Sonntag gibt es Nachtverkehr auf der Victoria Line, der Jubilee Line, Teilen der Northern, Central und Piccadilly Line sowie auf der East London Line von London Overground.
Die London Underground ist auf das nördliche und südliche Stadtgebiet ungleich verteilt. Südlich der Themse liegen nur etwa zehn Prozent des Streckennetzes, der Raum ist hauptsächlich mit Vorortzügen erschlossen. Nördlich der Themse verhält es sich umgekehrt, hier beschränkt sich die Eisenbahn auf wenige Hauptstrecken zu den großen Kopfbahnhöfen.

### Die Londoner Linien
| Linie | Eingesetzter Fahrzeugtyp | Eröffnung | Linientyp  | Länge (in km) | Stationen | Fahrgäste in Mio./Jahr |
| ----- | ------------------------ | --------- | ---------- | ------------- | --------- | ---------------------- |
| Bak   | 1972 Tube Stock          | 1906      | Röhrenbahn | 23,2          | 25        | 111,1                  |
| Cen   | 1992 Tube Stock          | 1900      | Röhrenbahn | 74,0          | 49        | 260,9                  |
| Cir   | S7 Stock                 | 1884      | Großprofil | 22,5          | 27        | 114,6                  |
| Dis   | S7 Stock                 | 1868      | Großprofil | 64,0          | 60        | 208,3                  |
| H&C   | S7 Stock                 | 1864      | Großprofil | 26,5          | 29        | 114,6                  |
| Jub   | 1996 Tube Stock          | 1979      | Röhrenbahn | 36,2          | 27        | 213,6                  |
| Met   | S8 Stock                 | 1863      | Großprofil | 66,4          | 34        | 066,8                  |
| Nor   | 1995 Tube Stock          | 1890      | Röhrenbahn | 57,6          | 51        | 252,3                  |
| Pic   | 1973 Tube Stock          | 1906      | Röhrenbahn | 70,4          | 52        | 210,2                  |
| Vic   | 2009 Tube Stock          | 1969      | Röhrenbahn | 22,5          | 16        | 200,0                  |
| W&C   | 1992 Tube Stock          | 1898      | Röhrenbahn | 02,4          | 02        | 015,8                  |

### Geschlossene Stationen und Linienabschnitte
Im Netz der Londoner U-Bahn gibt es eine Reihe aus unterschiedlichen Gründen geschlossener Stationen. In den Frühzeiten der Londoner U-Bahn waren Rolltreppen als vertikales Transportmittel gänzlich unbekannt und die tiefen Stationen waren, abgesehen von Nottreppen, ausschließlich über Aufzüge erreichbar. Mit dem späteren Einbau von Rolltreppen die auch eine horizontale Distanz überwinden, sind die oberirdischen Eingänge häufig näher aneinander gerückt. Daher erschien es sinnvoll, einige Stationen einzusparen; andere wurden wegen geringer Fahrgastzahlen geschlossen.

## Betrieb

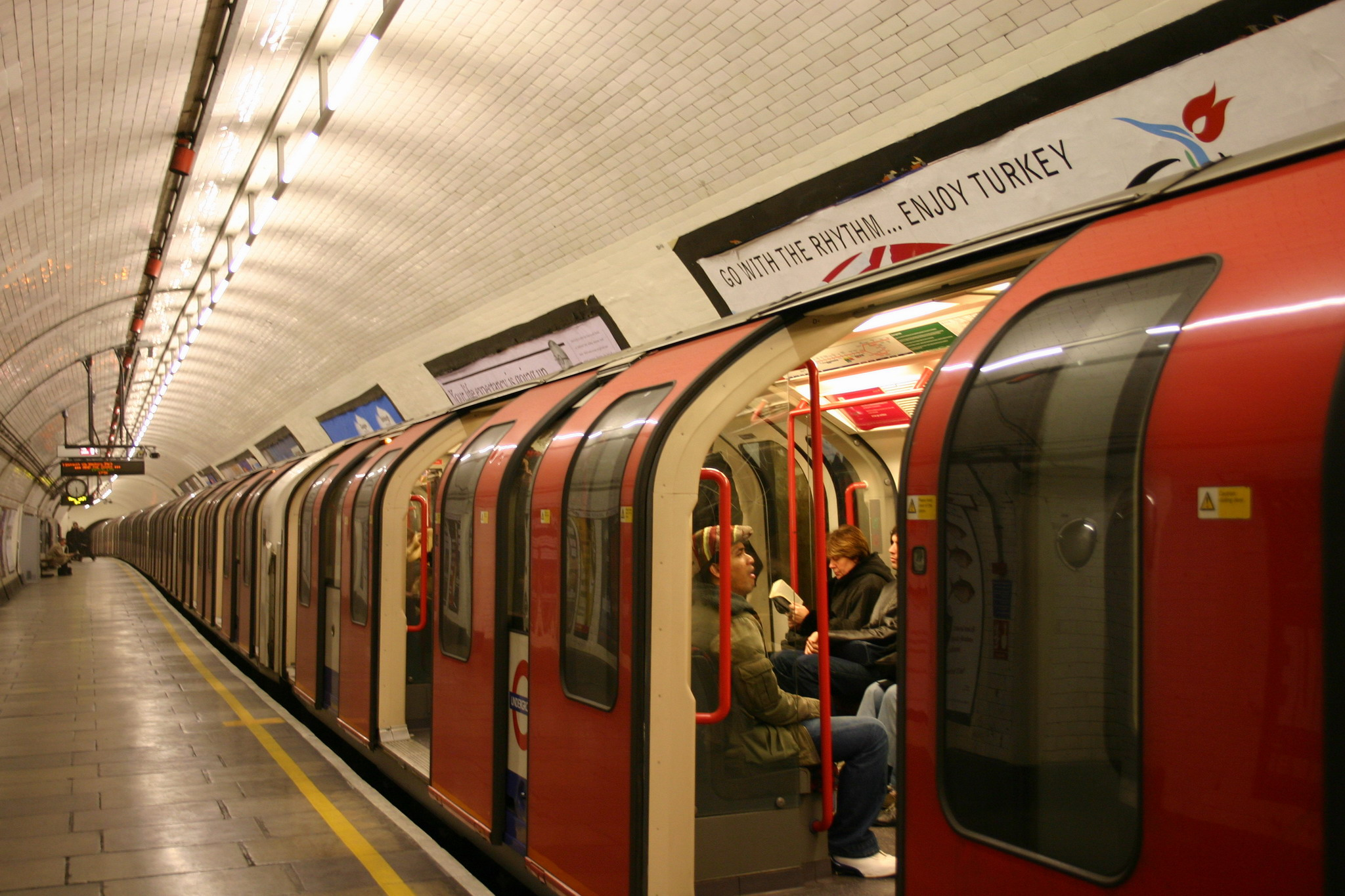
Zug des Typs 1992 Tube Stock auf der Central Line

Von Januar 2003 bis Mai 2008 bzw. Mai 2010 war London Underground in Form einer Public Private Partnership (PPP; Partnerschaft zwischen öffentlicher Hand und Privatunternehmen) teilprivatisiert. Der Unterhalt der Infrastruktur wurde durch private Unternehmen durchgeführt, doch die Underground blieb im Besitz von Transport for London, die auch für den Zugbetrieb zuständig war. Das Ziel von PPP war die Erschließung von Geldquellen für zukünftige Investitionen ins U-Bahn-System. Dazu gehörten der Neu- und Ausbau von Stationen, der Kauf von neuem Rollmaterial sowie die Einrichtung von neuen Sicherheitssystemen und Zugsicherungen.
Das Netz wurde in drei Gruppen aufgeteilt:
- Die Röhrenbahnen JNP mit den Linien Jubilee, Northern und Piccadilly wurde von der Firma Tube Lines betrieben
- Die weiteren Röhrenbahnen BCV (Linien Bakerloo, Central und Victoria) wurden von der Firma Metronet unterhalten
- Die Großprofil-Linien SSL (Sub-Surface Lines) mit den Linien District, Metropolitan, Circle, East London sowie Hammersmith & City, für die ebenfalls Metronet verantwortlich war

Nachdem Metronet 2007 in große finanzielle Schwierigkeiten geraten war, übernahm Transport for London im Mai 2008 deren Mitarbeiter und Leistungsverträge in zwei neue Tochtergesellschaften. Im Mai 2010 erwarb Transport for London dann alle Geschäftsanteile von Tube Lines; seitdem wird das Unternehmen als Tochtergesellschaft geführt. Metronet wurde 2011 liquidiert.
Der Rückkauf der London Underground Tube Lines kostete 206,4 Mio. Pfund. Ein Bericht bezifferte die Gesamtkosten des gescheiterten PPP-Projekts für die Allgemeinheit mit 5,526 Mrd. Pfund.

### Betriebszahlen
Während der Hauptverkehrszeit transportiert die Underground derzeit auf den am stärksten benutzten Abschnitten stündlich 142.000 Passagiere. Theoretisch hätte sie eine maximale Kapazität von 315.000 Passagieren pro Stunde.
Im Vergleich zu U-Bahnen in anderen Millionenstädten bestreitet die London Underground einen relativ hohen Anteil ihrer Betriebsausgaben aus den Fahrkarteneinnahmen. Im Jahr 2004 wurden die Ausgaben von knapp 2 Milliarden Pfund zu etwa 62 Prozent mit Fahrkarteneinnahmen finanziert. Insgesamt hatte die Underground damit einen Zuschussbedarf von 768 Mio. Pfund. Im Jahr 2002 betrug der Anteil der Fahrkartenverkäufe an den Einnahmen sogar fast 82 Prozent.

### Mitarbeiter in der Haltestelle
Während in vielen anderen U-Bahn-Systemen keine Mitarbeiter in den Haltestellen mehr beschäftigt werden, sind alle Haltestellen der London Underground durchgehend mit mehreren Angestellten besetzt. Zu den Aufgabenbereichen zählen:
- die Unterstützung bei Problemen an den automatischen Ticketbarrieren
- der Verkauf von Fahrscheinen, Information der Reisenden
- Kontrolle des Zugverkehrs im Stationsbereich, Stellwerk
- Durchsagen und Abfertigung der Züge

### Besonderheiten an Weihnachten und Silvester
Am 24. Dezember verkehren die Londoner Verkehrsmittel nach dem Fahrplan des entsprechenden Wochentags.
Am 25. Dezember verkehren keine Züge der Londoner Verkehrsmittel, keine Eisenbahn, (fast) keine Busse und nur wenige Taxis, die dann Aufschlag kosten. Lediglich ein Ersatzverkehr zwischen der Stadt und den Flughäfen Heathrow und Gatwick wird angeboten.
An den folgenden Tagen (26. Dezember bis 30. Dezember) ist ebenfalls mit Einschränkungen zu rechnen.
In der Silvesternacht (31. Dezember auf 1. Januar) wird ein durchgehender Nachtbetrieb angeboten, der zwischen 23:45 Uhr und 4:30 Uhr kostenfrei benutzt werden kann. An Silvester und am 1. und 2. Januar ist mit geringerer Taktfrequenz zu rechnen.
Transport for London gibt jedes Jahr rechtzeitig eine Broschüre für die Weihnachtsfeiertage und Silvester heraus.

### 24-Stunden-Betrieb (Night Tube)

Nachtliniennetz

Ab dem 12. September 2015 sollten zunächst die Victoria und Jubilee Lines sowie Teile der Central, Northern und Piccadilly Lines in den Nächten von Freitag auf Samstag und Samstag auf Sonntag rund um die Uhr betrieben (Night Tube) werden. Auf den meisten Nachtlinien war ein 10-Minuten-Takt vorgesehen, auf der Northern Line sogar verdichtet auf 71⁄2 Minuten, was eine Senkung der Reisezeit im Vergleich zu Nachtbus-Verbindungen um durchschnittlich 20 Minuten bewirken sollte.
Da die Mitarbeiter der Underground jedoch einen Lohnzuschlag für die nächtliche Arbeit forderten, war ein Konflikt zwischen Arbeitgeber und der britischen Gewerkschaft der Lokomotivführer entstanden. Kritisiert wurde seitens der Belegschaft auch, dass fast zeitgleich Sparmaßnahmen angekündigt wurden, so etwa die Schließung der Fahrkartenschalter und die Entlassung von fast 900 Mitarbeitenden. Daraufhin wurde ein 24-stündiger Streik für den 8. Juli 2015 angekündigt. Nachdem die Gewerkschaften weitere Streiks für den September 2015 angekündigt hatten, hatte TfL den Start der Night Tube vorerst bis auf weiteres abgesagt, um Zeit für weitere Verhandlungen zu haben. Nach einer Einigung mit den Gewerkschaften wurde die Einführung der Night Tube zum 5. August 2016 angekündigt, tatsächlich begann der Betrieb dann am 19. August. In einer zweiten Phase wurde mit Picadilly, Central und Northern Lines am 23. September 2016 die Night Tube erweitert.

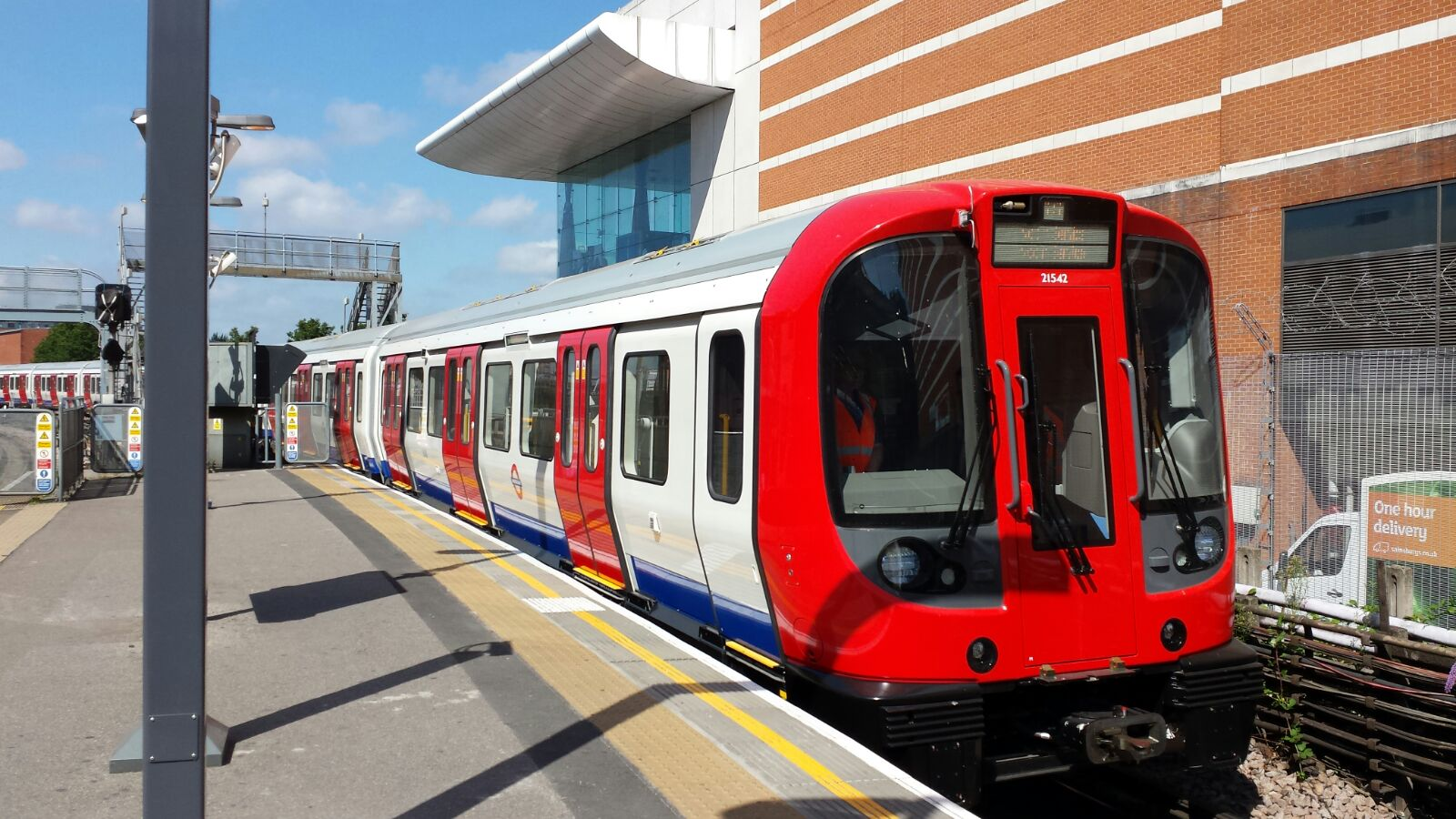
Ein Sub-Surface-Zug des Typs S-Stocks der Metropolitan Line fährt in Finchley Road ein

Im Nachtnetz gelten die Fahrscheine des Vortages bis 4:29 Uhr, da darauf folgend tariflich der nächste Tag beginnt. Um die Lärmbelastung von Anwohnern nahe der Underground-Linien möglichst gering zu halten, besteht eine Zusammenarbeit mit den lokalen Behörden. Als erste Maßnahme wurde die Lautstärke von Durchsagen verringert. Um den Fahrgästen auch nachts Sicherheit zu gewährleisten, werden hundert Einsatzkräfte der British Transport Police während der Betriebszeit der Night Tube eingesetzt, ebenso das Bahnhofspersonal.
Durch diesen Schritt der London Underground wurden auch andere Verkehrsträger zu Planungen eines Nachtnetzes bewegt, darunter die Docklands Light Railway sowie verschiedene Eisenbahngesellschaften.

## Technik

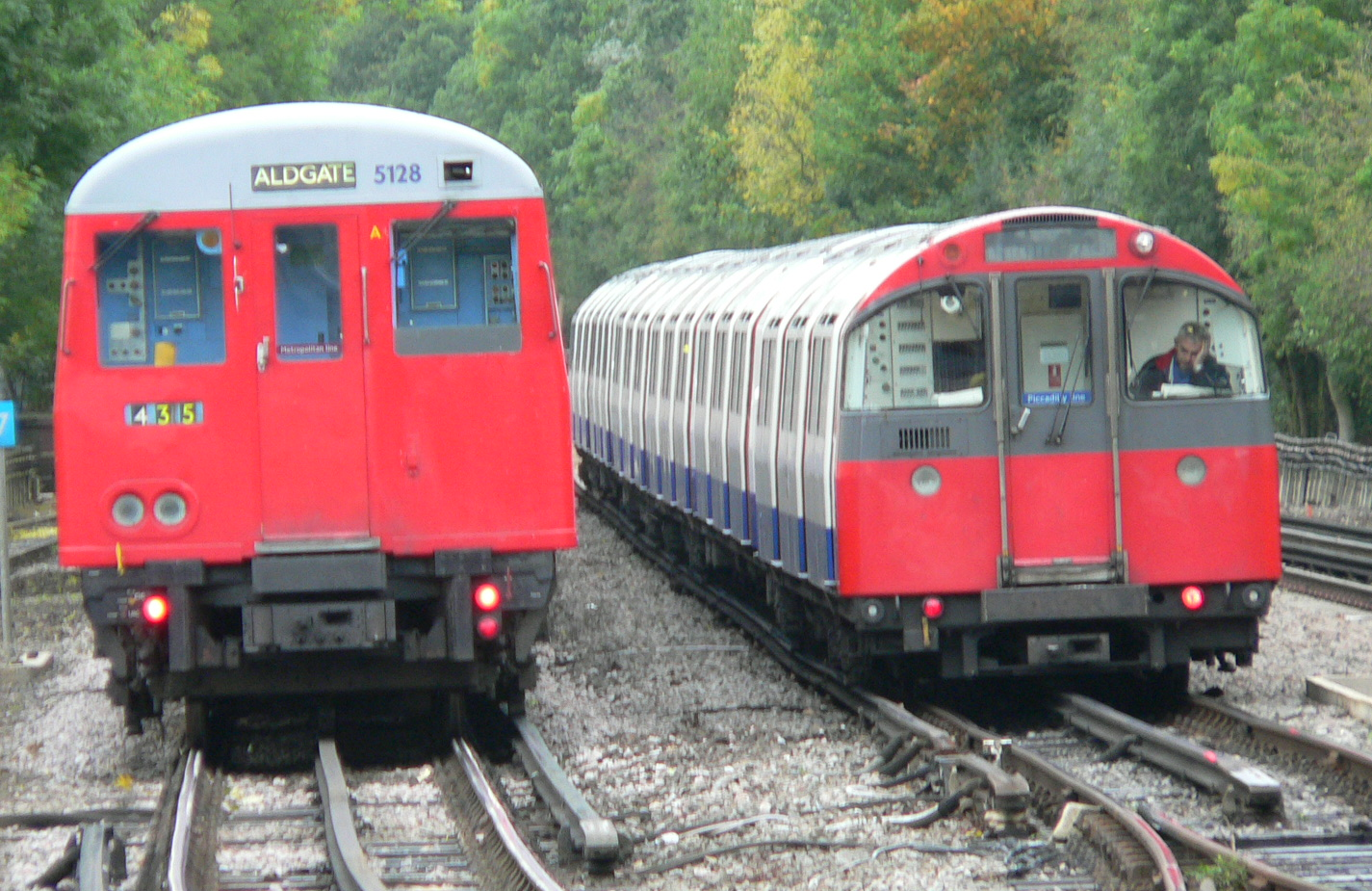
Bei Rayners Lane kreuzen sich ein Sub-Surface-Zug der Metropolitan Line (links) und ein Tube-Zug der Piccadilly Line (rechts)

Die Strecken der Londoner Underground können in zwei Bauweisen unterteilt werden: Unterpflasterbahnen (Sub-Surface) und Röhrenbahnen (Tube). Die Unterpflasterbahnen wurden ähnlich den älteren deutschen U-Bahnen in offener Tunnelbauweise errichtet (engl. cut and cover). Zuerst wurde mitten auf der Straße eine offene Baugrube ausgehoben. Nachdem die Tunnelwand errichtet und die Gleise verlegt waren, wurde die Baugrube abschnittsweise wieder mit einem Deckel verschlossen; über dem Deckel entstand die Straße neu. Die Gleise liegen durchschnittlich fünf Meter unter der Erdoberfläche. Die Tunnel haben einen Durchmesser von 7,62 m (25 ft.) und bieten das gleiche Lichtraumprofil wie die britischen Eisenbahnstrecken. Der erste Tunnelabschnitt zwischen Paddington und Farringdon ist 7,82 m (25 ft. 8 inch) breit.
Die Röhrenbahnen wurden anfangs mit Spitzhacke und Schaufel, später mittels Schildvortrieb in 20 bis 50 Metern Tiefe errichtet. Der Tunneldurchmesser ist weniger als halb so groß wie bei den Sub-Surface-Linien, im Durchschnitt 3,56 m (11 ft. 8,25 inch), jedes Gleis liegt in einer einzelnen Röhre. Obwohl die Gleisanlagen ebenfalls die Regelspurweite von 1435 mm aufweisen, ist das Lichtraumprofil wesentlich kleiner. Üblicherweise sind die beiden Teilnetze getrennt. Ausnahme ist die oberirdische Strecke Rayners Lane – Uxbridge; hier verkehren sowohl eine Sub-Surface-Linie (Metropolitan Line) als auch eine Tube-Linie (Piccadilly Line). Wegen der deutlich unterschiedlichen Wagenbodenhöhen erhielten die Bahnsteige in Mischbetriebsabschnitten eine Kompromisshöhe, damit ist der Zustieg an diesen Zugangsstellen nicht barrierefrei. Durch die technische Entwicklung wurden in der Folge auch Strecken im Sub-surface-Profil mit Schildvortriebsmaschinen aufgefahren. Ein Beispiel ist die Northern City Line, die allerdings seit 1975 nicht mehr zum U-Bahn-Netz gehört

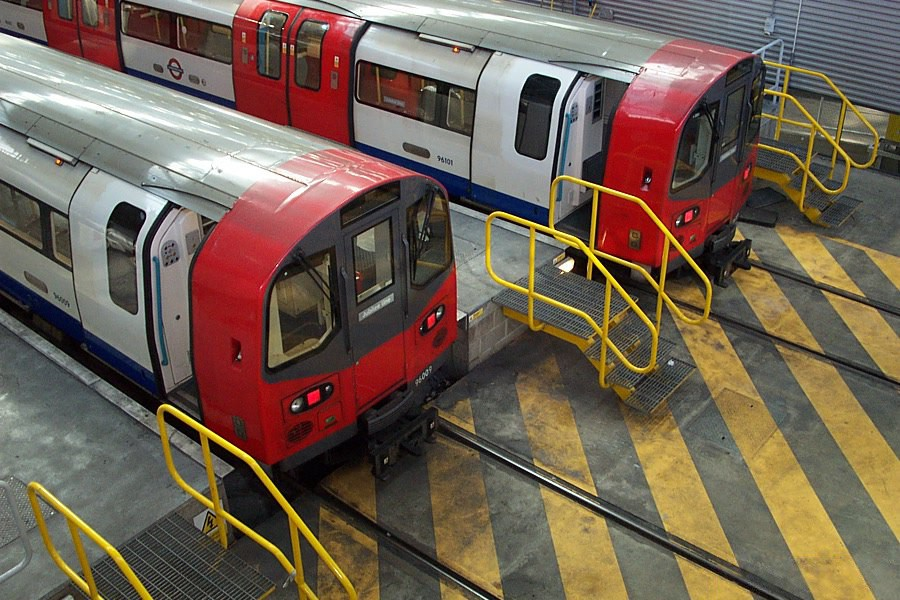
Wagen des Typs 1996 Stock in der Betriebswerkstatt Stratford Market

Elektrifiziert sind die Strecken der Londoner U-Bahn mit einer Gleichspannung von 630 V. Im Unterschied zu den meisten anderen U-Bahnen, werden zwei Stromschienen verwendet. Dadurch wird Streustromkorrosion in den metallischen Installationen verhindert. Die seitliche Stromschiene führt +420 V gegen das Erdpotential, die zusätzliche in Gleismitte −210 V. Ein Vorteil dieses Systems ist, dass die Fahrschienen problemlos für sicherungstechnische Stromkreise genutzt werden können. Die Stromschienen werden von oben bestrichen. Hierdurch ist bei offenen Streckenabschnitten eine Gefahr der Vereisung gegeben. Um dem zu begegnen, sind einige Fahrzeuge mit einer speziellen Vorrichtung ausgestattet, die das Anbringen einer Enteisungsflüssigkeit über den Stromabnehmer gestattet. Da die Stromschienen konstruktionsbedingt ohne Berührungsschutz ausgeführt sind, sind die Gleisanlagen auf offener Strecke durch Zäune von der Umgebung abgetrennt, um Stromunfälle bei Betreten der Gleisanlagen zu vermeiden. Auf den Mischbetriebsstrecken mit der Eisenbahn wie zwischen Gunnersbury Junction und Richmond (District line) oder zwischen Queen’s Park und Harrow & Wealdstone, ursprünglich bis Watford Junction (Bakerloo Line) sind die Rückleitungsstromschienen in Gleismitte mit den Fahrschienen leitend verbunden. Die Einbaumaße der Stromschienen sind nach Anpassungsarbeiten in der ersten Hälfte des 20. Jahrhunderts bei beiden Lichtraumprofilen gleich, damit ist der gemeinsame Betrieb von Röhrenbahn- und Sub-Surface-Wagen technisch möglich.
Die Victoria Line, die Jubilee Line, die Central Line, die Northern Line, die District Line, die Circle Line, die Metropolitan Line und die Hammersmith & City Line werden halbautomatisch (Grade of Automation 2) betrieben, wobei die Fahrt automatisch durchgeführt wird, während das Fahrpersonal den Abfahrbefehl erteilt, die Türsteuerung übernimmt und bei eventuell auftretenden Notfällen eingreift. Die Umstellung einzelner Linien auf fahrerlosen Betrieb ist angedacht, allerdings ist aufgrund politischer Differenzen eine Realisierung in absehbarer Zeit unwahrscheinlich.

### Fahrzeuge
Zum Einsatz kommen zurzeit verschiedene Fahrzeug-Baureihen aus den Jahren 1972 bis 2012. Die Baureihen der Sub-Surface-Linien werden üblicherweise mit einem Buchstaben gekennzeichnet (z. B. A Stock auf der Metropolitan Line), während die Baureihen der Tube-Linien nach dem Jahr benannt sind, in denen sie in Dienst gestellt werden sollten (z. B. 1996 Stock auf der Jubilee Line). Auf sämtlichen Linien sind die Züge aus Wagen einer einzigen Baureihe zusammengesetzt. Die neuesten Baureihen sind der 2009 Stock für die Victoria Line und der S Stock für die Metropolitan, Circle, Hammersmith & City und District Lines. Der 2024 Stock von Siemens befindet sich in Auslieferung.

## Geschichte

### Erste Pläne
Bis zur Mitte des 19. Jahrhunderts entstanden in London zahlreiche Eisenbahnstrecken, doch die einzelnen Kopfbahnhöfe lagen alle außerhalb der Innenstadt. Passagiere mussten zwischen den einzelnen Bahnhöfen mit Kutschen reisen. Bald verkehrten so viele von ihnen, dass die Straßen hoffnungslos verstopft waren.
Nach der Great Exhibition im Jahr 1851 wurden Pläne präsentiert, die eine unterirdisch verlaufende Breitspur-Eisenbahn vorsahen. Die Great Western Railway sollte dadurch die Möglichkeit erhalten, ihre Züge von Paddington bis in die City of London zu führen. Paddington war der am weitesten von der City entfernte Endbahnhof und nach der Fertigstellung der Eisenbahnstrecke nach Birmingham verschlechterte sich die Verkehrssituation auf den Zufahrtsstraßen erheblich.
Die Great Northern Railway, deren Endbahnhof King’s Cross ebenfalls von dieser Strecke profitieren würde, unterstützte den Plan. Eine oberirdische Streckenführung war von vornherein ausgeschlossen, da man es für sinnvoll hielt, die Züge vom Straßenverkehr zu trennen. Auch sprachen ästhetische Aspekte für eine Untergrund- statt einer Hochbahn.

### Metropolitan Railway

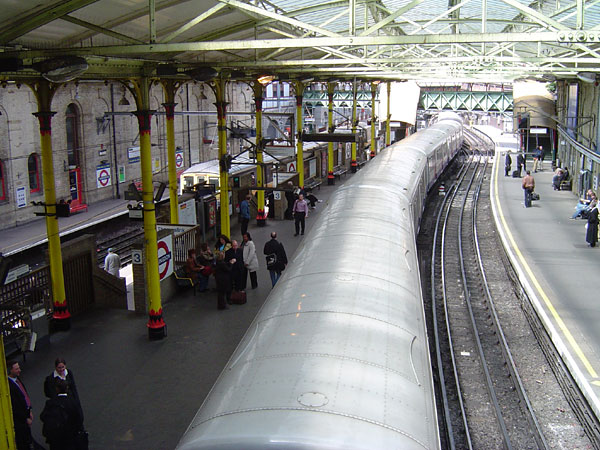
Die teilweise oberirdische Station Farringdon ist Teil des ältesten Abschnitts

Am 7. August 1854 wurde die Metropolitan Railway (MetR) gegründet. Das Projekt kam einige Jahre lang nicht schnell voran, weil das Investitionskapital zunächst nur spärlich floss. Schließlich begannen die Bauarbeiten im Februar 1860. Nach zahlreichen Verzögerungen konnte am 10. Januar 1863 die erste mit Dampflokomotiven betriebene U-Bahn eröffnet werden. Die Strecke führte von Paddington (Bishop’s Road) (heute Paddington) nach Farringdon Street, nahe der heutigen Station Farringdon. Am ersten Betriebstag fuhren 40.000 Personen mit der neuen Bahn. Dieser Abschnitt wird heute von der Hammersmith & City Line, der Circle Line und teilweise von der Metropolitan Line befahren.
Die Strecke diente zunächst hauptsächlich als innerstädtische Verlängerung der Great Western Railway (GWR). Aus diesem Grund waren neben Normalspur-Gleisen (1435 mm) auch Breitspur-Gleise (2140 mm) verlegt worden. In den ersten Monaten nutzte die Metropolitan Railway ausschließlich GWR-Rollmaterial. Differenzen zwischen beiden Unternehmen führten am 30. September 1863 zum Rückzug der GWR. Die MetR musste eine Zeit lang das Rollmaterial von der Great Northern Railway und der London and North Western Railway anmieten, bis ihre erste Bestellung ausgeliefert war.
Von Beginn an galt auf den Zügen der MetR aus Sicherheitsgründen ein Rauchverbot. Auf vielfachen Wunsch der Öffentlichkeit führte sie jedoch 1874 Wagen mit Raucherabteilen ein. Auch war die MetR eine der ersten Eisenbahngesellschaften des Landes, die besonders günstige Tarife für Arbeiter anbot; diese galten vorerst jedoch nur in einigen wenigen Zügen. Im Jahr 1880 beförderte die MetR bereits 40 Millionen Fahrgäste pro Jahr.
Nach 1868 begann die Metropolitan Railway, ihr Netz nach Nordwesten zu erweitern. 1880 wurde Harrow erreicht, 1887 Rickmansworth, 1889 Chesham und 1892 Aylesbury in der Grafschaft Buckinghamshire. Von Aylesbury aus verkehrten bereits ab 1891 Züge nach Verney Junction, ab 1899 auch nach Brill, etwa 90 Kilometer von Baker Street entfernt. Ursprünglich wollte die MetR sich als überregionales Eisenbahnunternehmen etablieren. Von Baker Street aus sollten Schnellzüge nach Oxford und weiter in die Midlands verkehren; ein Traum, der sich letztlich nicht erfüllte. Das von der Gesellschaft erschlossene Gebiet in Middlesex wurde innerhalb weniger Jahrzehnte vollständig verstädtert und erhielt bald den Spitznamen Metro-land.

### Metropolitan District Railway
Am 29. Juli 1864 erfolgte die Gründung einer zweiten Gesellschaft, der Metropolitan District Railway (MDR; heute District Line). Deren Hauptaufgabe war die Fertigstellung des südlichen Teils des Innenstadtrings, auch Inner Circle genannt. Deren erste Strecke zwischen South Kensington und Westminster wurde am 24. Dezember 1868 eröffnet.
Auch die MDR expandierte in die schnell wachsenden Vororte. In enger Kooperation mit anderen Eisenbahngesellschaften entstanden unter anderem Strecken nach Hammersmith (1874), Richmond (1877), Ealing Broadway (1879) und Wimbledon (1889). Am 6. Oktober 1884 wurde mit der Strecke Mansion House – Tower of London die letzte Lücke geschlossen. Obwohl die Circle Line erst 1949 als eigenständige Linie geschaffen wurde, fuhren beide Gesellschaften um den ganzen Ring (Circle) herum und lieferten sich einen harten Konkurrenzkampf.

### Erste Tubes und Elektrifizierung

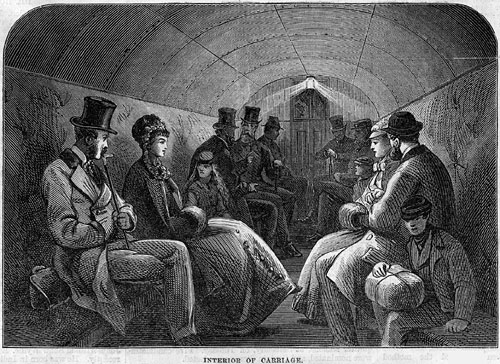
Wagen der Tower Subway

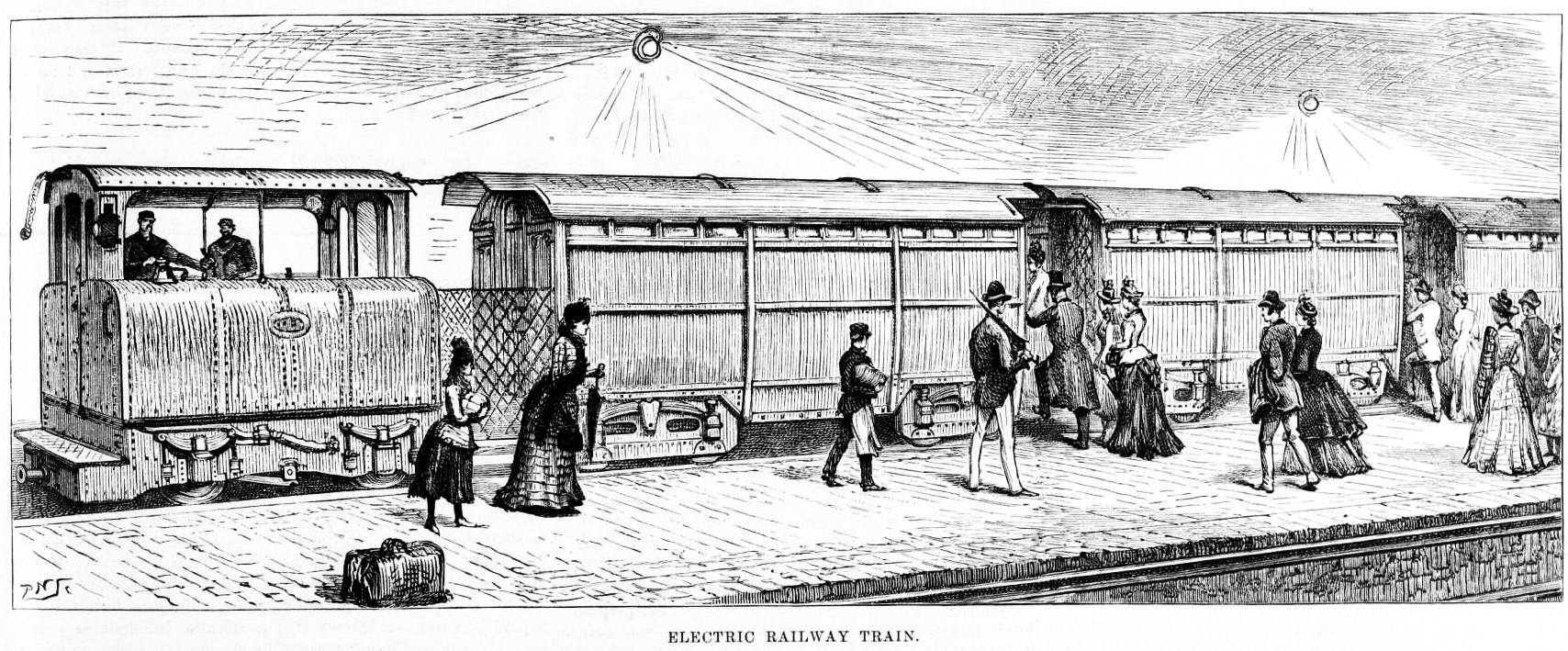
Zug der City and South London Railway

Technologische Neuentwicklungen wie der Schildvortrieb ermöglichten den Bau von tief unter der Oberfläche liegenden Tunneln. Am 2. August 1870 wurde die Tower Subway eröffnet, die erste Röhrenbahn (Tube) der Welt, mit einer Spurweite von 762 mm. Die Stationen befanden sich nördlich des Tower of London und in Southwark in der Vine Street. Ein Kabel zog den Wagen durch die Röhre, als Antrieb dienten zwei Dampfmaschinen mit einer Leistung von 4 PS.
Das System erwies sich als kaum brauchbar, da der einzige Wagen lediglich 10 Personen Platz bot. Da es kein Ausweichgleis gab, konnte auch kein zweiter Wagen im Tunnel verkehren. Bereits am 24. Dezember 1870 wurde die Anlage ausgebaut und der Tunnel musste fortan zu Fuß passiert werden. Nach Eröffnung der Tower Bridge im Jahr 1894 wurde der Tunnel ganz stillgelegt. Heute ist noch das kleine Eingangsgebäude am Tower erhalten. Die Tower Subway war dennoch kein totaler Misserfolg, denn es wurde bewiesen, dass auch unter der Themse ein Tunnel gebaut werden kann.
Die erste elektrisch betriebene U-Bahn-Strecke, die City and South London Railway, wurde am 4. November 1890 zwischen Stockwell und King William Street am nördlichen Ende der London Bridge eröffnet. Diese Strecke bildet einen Teil der heutigen Northern Line. 1898 erfolgte die Eröffnung der kurzen Waterloo & City Line zwischen der City of London und dem Bahnhof Waterloo.
Zwischen 1901 und 1908 wurden die mit Dampf betriebenen Linien nach zunehmenden Beschwerden der Fahrgäste ebenfalls weitgehend elektrifiziert: Die saubere elektrische Energie hatte Anklang gefunden und dreckige Dampfzüge in engen Tunneln wurden als gesundheitsgefährdend und antiquiert empfunden. Um die Strecken mit Elektrizität versorgen zu können, entstanden zwei Kohlekraftwerke, die Lots Road Power Station und die Neasden Power Station.

### Expansion

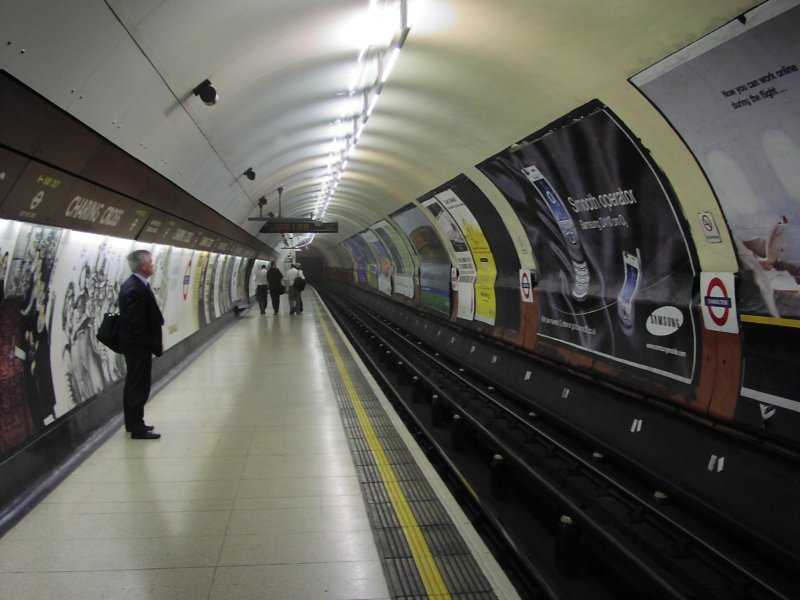
Station Charing Cross (Northern Line)

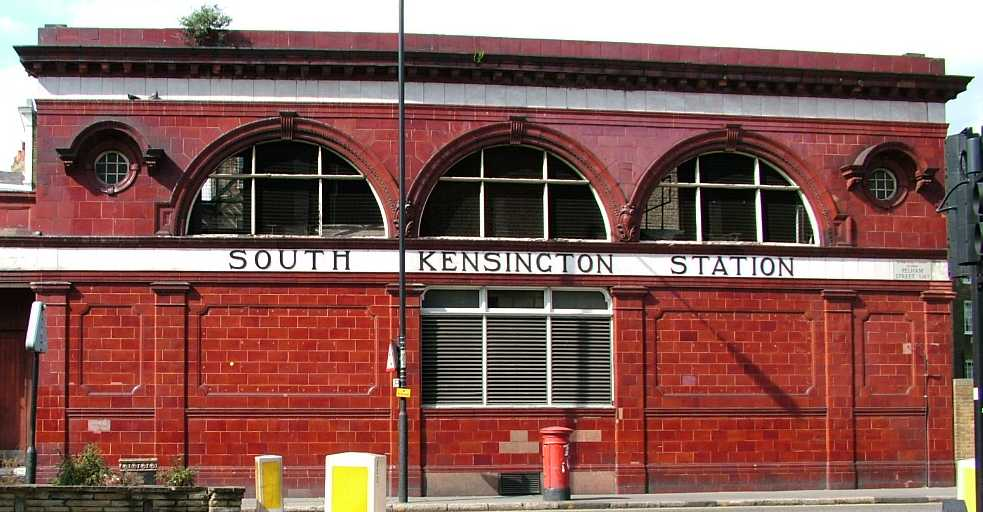
Glasierte Terrakotta-Ziegel, die typische Stationsarchitektur von Leslie Green, hier in South Kensington

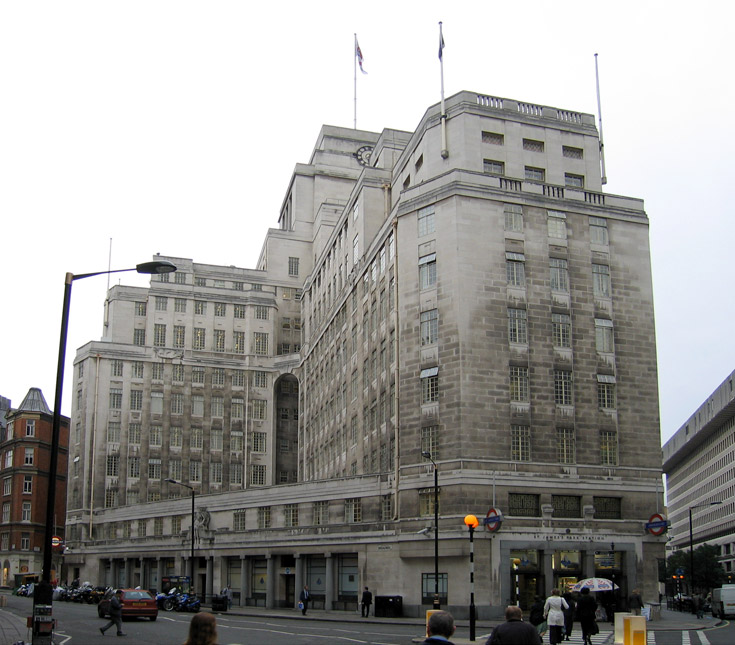
Charles Holden entwarf das Gebäude 55 Broadway, den Underground-Hauptsitz

Um die Wende zum 20. Jahrhundert hatte sich die Tunnelbau-Technologie erneut rasch weiterentwickelt, so dass innerhalb kurzer Zeit vier weitere Röhrenbahnen entstanden:
- Central London Railway (1900 eröffnet, heute Central Line)
- Great Northern, Piccadilly and Brompton Railway (1906 eröffnet, heute Piccadilly Line)
- Baker Street and Waterloo Railway (1906 eröffnet, heute Bakerloo Line)
- Charing Cross, Euston and Hampstead Railway (1907 eröffnet, heute Northern Line)

Diese Zersplitterung der Kräfte war ineffizient. Verbindungen zwischen einzelnen Linien gab es praktisch keine, so dass die Fahrgäste gezwungen waren, sich zuerst an die Oberfläche zu begeben, eine Straße zu überqueren und dann wieder hinabzusteigen. Der Betrieb dieser Bahnen war teuer, und so hielten die Gesellschaften Ausschau nach finanzkräftigen Investoren.
Ein solcher Investor war der US-Amerikaner Charles Tyson Yerkes. Seine Underground Electric Railways Company of London (UERL) übernahm im Jahr 1900 zunächst die finanziell angeschlagene Hampstead-Eisenbahn. Zwei Jahre später kontrollierte Yerkes alle übrigen Gesellschaften mit Ausnahme der Waterloo & City Line und der Metropolitan Line. Die UERL trat ab 1902 unter dem Markennamen Underground Group auf und erwarb mit der Zeit auch Dutzende von Straßenbahn- und Buslinien. Die Vereinheitlichung des Streckennetzes machte sich auch in der Architektur bemerkbar: Leslie Green, Yerkes’ „Hausarchitekt“, baute nicht weniger als 28 Stationsgebäude, die alle einen ähnlichen Stil aufweisen. Der Verlauf der Londoner U-Bahn in größerer Tiefe und der damit verbundene Zugang mittels großer Aufzüge erklären die voluminösen Stationsgebäude, die in dieser Form beispielsweise in Paris nicht vorhanden sind, wo der Zugang zu den Stationen in der Regel durch Treppen erfolgt.
1933 wurde die öffentlich-rechtliche Gesellschaft London Passenger Transport Board geschaffen; sie übernahm Yerkes’ Unternehmen, die Metropolitan Railway sowie alle privaten Bus- und Tramlinien. Zwischen den beiden Weltkriegen wurde das Netz der Underground nochmals markant erweitert, vor allem die Northern Line und die Piccadilly Line. Für diese Erweiterungen entwarf Charles Holden repräsentative und weitläufige Stationsgebäude im Art-déco-Stil, die heute teilweise unter Denkmalschutz stehen. Ebenfalls von Holden stammt das Gebäude 55 Broadway über der Station St. James’s Park, der Hauptsitz von London Underground.

### Zweiter Weltkrieg

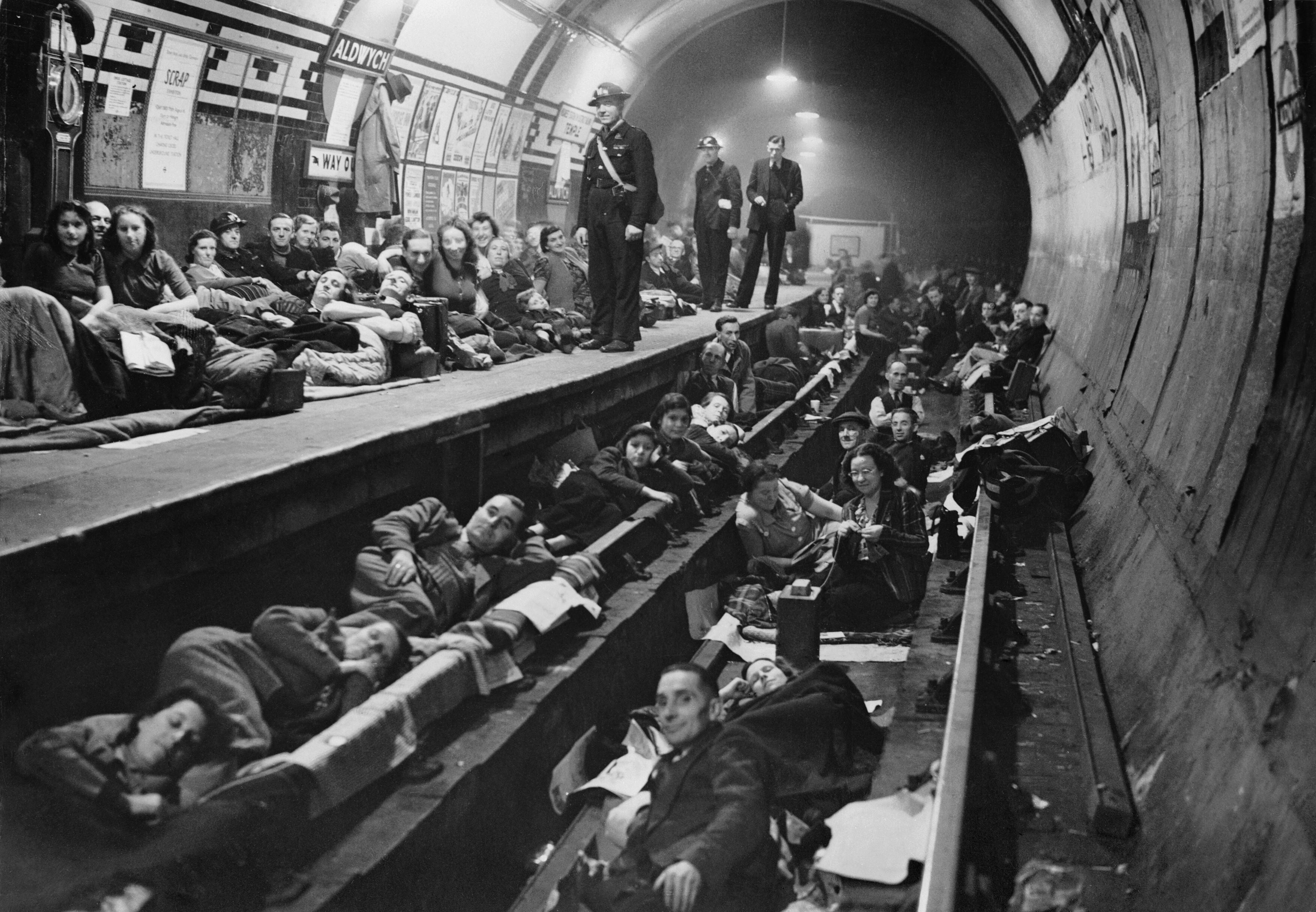
U-Bahnhof Aldwych als Luftschutzbunker im Zweiten Weltkrieg

Während des Zweiten Weltkriegs und vor allem während der Luftschlacht um England dienten mehrere tief gelegene U-Bahn-Stationen als Luftschutzbunker. Andere Stationen und Streckenabschnitte erfüllten weitere Aufgaben:
- Eine neu gebaute, aber noch nicht eröffnete Verlängerung der Central Line zwischen Redbridge und Gants Hill wurde in eine unterirdische Fabrik für Flugzeugteile des Plessey-Konzerns umgewandelt; eine Güterbahn mit einer Spurweite von 457 mm verband die einzelnen Abteilungen miteinander.
- Die heute geschlossene Station Down Street diente eine Zeit lang als Sitzungsräumlichkeit für Premierminister Winston Churchill und sein Kabinett.
- In der heute ebenfalls geschlossenen Station Brompton Road war ein Flugabwehr-Kontrollzentrum untergebracht.
- In der seit 1994 geschlossenen Station Aldwych wurden besonders wertvolle Kunstschätze des Britischen Museums gelagert, um sie vor der Zerstörung zu bewahren.

### Die weitere Entwicklung

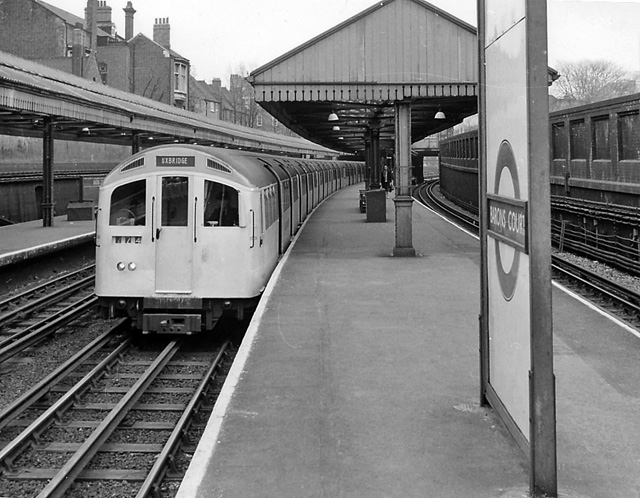
Kleinprofilzug der Baureihe 1959 in der Station Barons Court (1962)

Nach dem Krieg nahm der Verkehr immer mehr zu, was zu einer Überlastung des Netzes führte. 1969 wurde die Victoria Line eröffnet, die erste neue Linie seit mehr als 60 Jahren. Sie war so gebaut worden, dass an allen Stationen (bis auf Pimlico) Übergänge zu anderen Schienenverkehrsmitteln entstanden. Sie war auch die erste vollautomatische U-Bahn der Welt, der Triebwagenführer musste nur noch einen Knopf drücken und der Zug fuhr in die nächste Station. Diese Technik nannte sich Automatic Train Operation (ATO / automatisierter Fahrbetrieb). Auf der Metropolitan Line verkehrten noch bis 1971 mit Dampflokomotiven bespannte Dienstzüge. Die Piccadilly Line wurde 1977 zum Flughafen London-Heathrow verlängert.

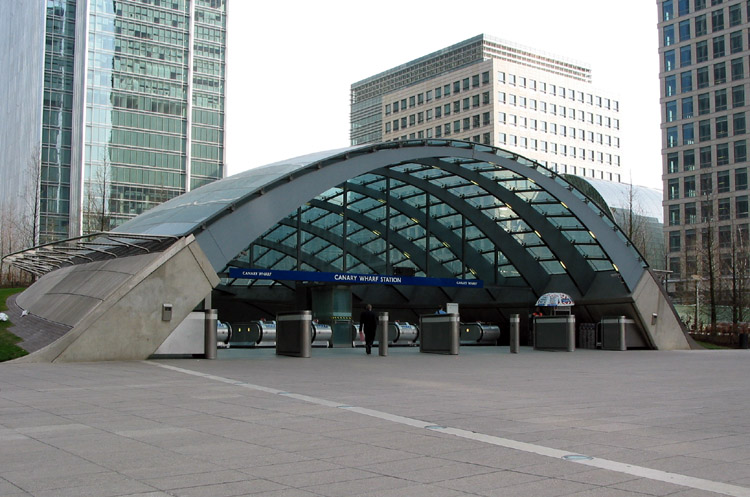
Station Canary Wharf (Jubilee Line)

Von 1978 bis 1993 fuhr mit Hannah Dadds (1941–2011) erstmals eine Frau Züge bei London Underground. Sie tat dies auf der District Line.
1979 wurde die neue Jubilee Line eröffnet, doch über 20 Jahre ruhten die Arbeiten an der östlichen Verlängerung in die Docklands. Geplant war eigentlich eine Streckenführung über Aldwych und Ludgate Circus Richtung Osten. Man konzentrierte sich zunächst auf oberirdische Schienenverkehrsmittel, wie zum Beispiel die Docklands Light Railway. Doch 1999 konnte die Verlängerung der Jubilee Line eröffnet werden, wenn auch auf einer völlig anderen Route als ursprünglich geplant.
1994 war die Underground Gründungsmitglied des U-Bahn-Benchmarking-Systems Community of Metros.
Die Stationen an der Verlängerung der Jubilee Line setzten völlig neue Maßstäbe in Sachen Größe und Ausdehnung. So könnte man problemlos das riesige Passagierschiff Queen Mary 2 in die Halle der Station North Greenwich hineinstellen, oder auch 3000 Doppeldeckerbusse.
Seit der Eröffnung der Station Heathrow Terminal 5 am 27. März 2008 wird der Flughafen London-Heathrow durch drei Stationen erschlossen.

## Zukunftspläne, „Tube Upgrade Plan“

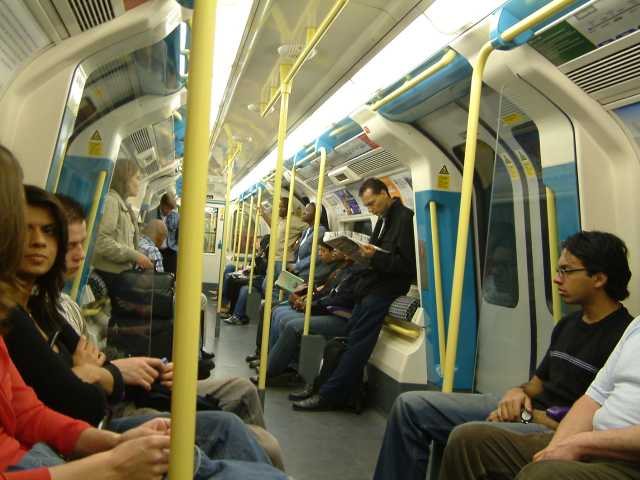
U-Bahn-Wagen der Jubilee Line

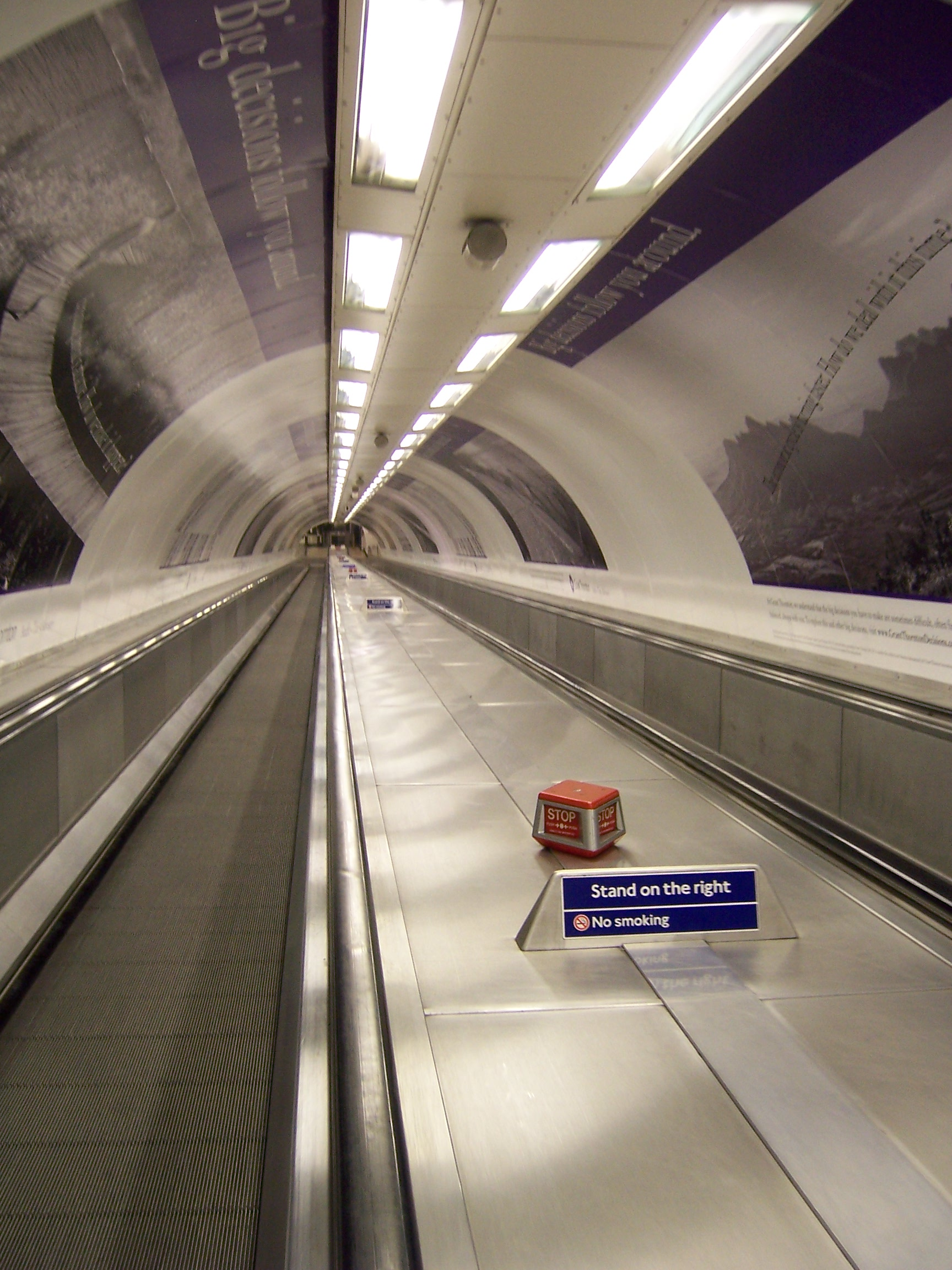
Langer Fahrsteig in einer Underground-Station in London

Die britische Regierung hat insgesamt 16 Milliarden Pfund für Investitionen bis zum Jahr 2030 zugesagt. Sie setzte folgende Prioritäten: Reduzierung der Verspätungen, Einbau neuer Aufzüge und Rolltreppen, mehr Sauberkeit und Sicherheit sowie eine neue Station beim neuen Wembley-Stadion. Die Kapazität einzelner Linien wird erhöht; so werden in Zukunft zum Beispiel auf der Victoria Line 34 statt 28 Züge pro Stunde verkehren.

### Expansion des Streckennetzes
Verlängerung der East London Line
Im Norden wurde die Station Shoreditch geschlossen; dafür wurde die Linie über das alte Broad-Street-Viadukt und Dalston nach Highbury & Islington verlängert (Anschluss an die Victoria Line). Im Süden wurden drei Zweigstrecken nach Clapham Junction, Crystal Palace und West Croydon realisiert. Um den bereits bestehenden Teil der East London Line für den Eisenbahnbetrieb herzurichten, wurde diese ab Ende 2007/Anfang 2008 für 18 Monate geschlossen. Seit 2010 gehört die East London Line nicht mehr zum Underground-Netz, sondern zu einem S-Bahn-ähnlichen System mit dem Namen London Overground.
Verlegung der Watford-Zweigstrecke

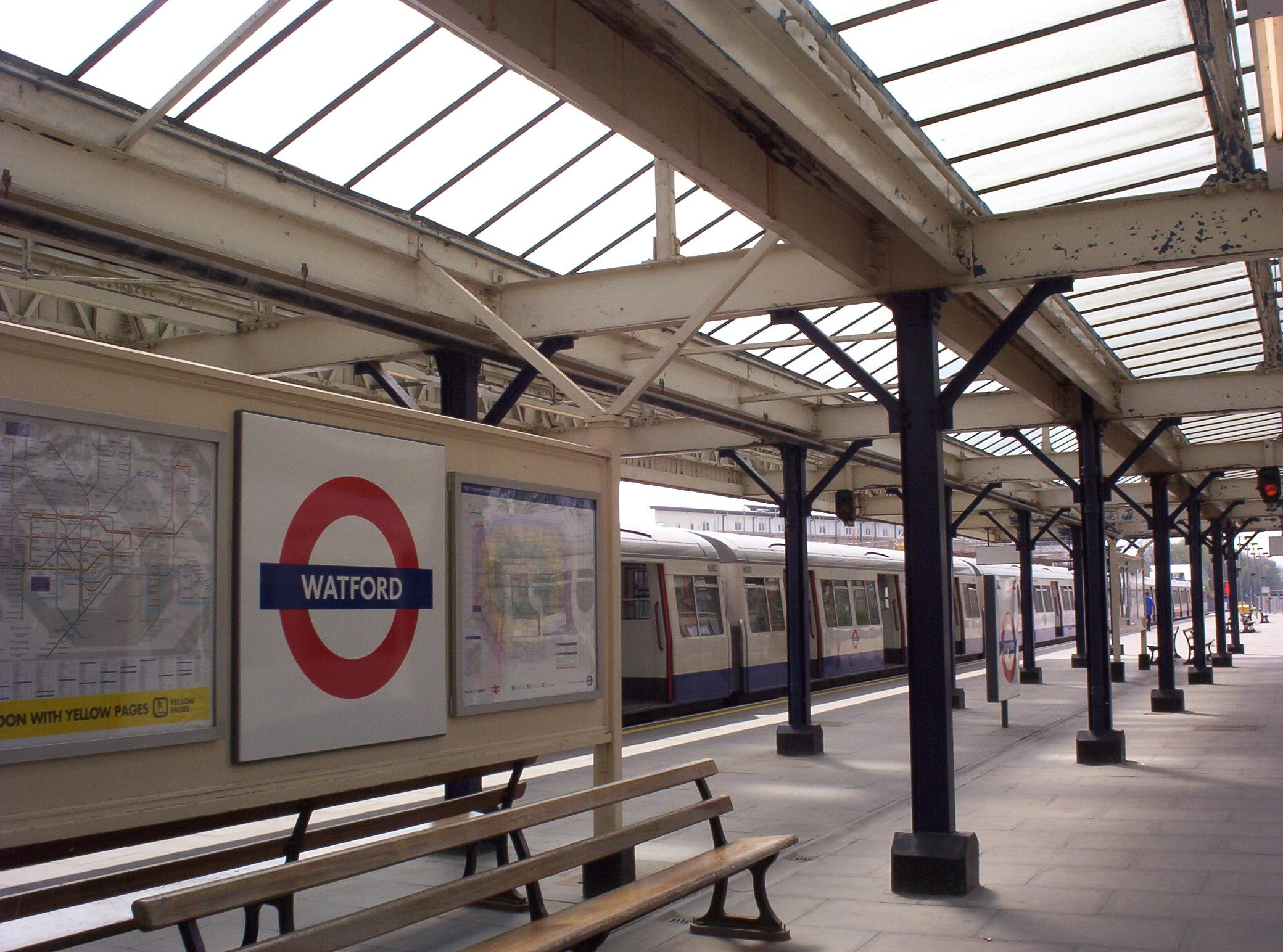
Die Endstation Watford der Metropolitan Line

Zusammen mit der Grafschaftsverwaltung von Hertfordshire plante Transport for London die Verlegung der Watford-Zweigstrecke der Metropolitan Line. Die bestehende Endstation liegt etwas abseits; die Linie sollte über einen neu zu bauenden Viadukt und eine seit 1996 stillgelegte Eisenbahnstrecke nach Watford Junction geführt werden, dem bedeutenderen Bahnhof von Watford. Die Inbetriebnahme war für das Jahr 2018 vorgesehen, das Projekt wurden jedoch vorerst, aufgrund von Finanzierungsschwierigkeiten, gestoppt.
Reaktivierung der Bakerloo Line nach Watford Junction
Die Bakerloo Line fuhr ursprünglich bis nach Watford Junction, doch seit 1982 ist Harrow and Wealdstone die nördliche Endstation. Im November 2007 übernahm Transport for London die Betriebskonzession der Eisenbahngesellschaft Silverlink für die Watford DC Line zwischen Euston und Watford Junction, worauf die Strecke in das Netz der London Overground eingegliedert wurde. Eine Verlängerung der Bakerloo Line bis Watford als Ersatz der Overground war geplant.
Erweiterung der Northern Line nach Battersea
Der Charing-Cross-Ast der Northern Line wurde um zwei Stationen bis zur ehemaligen Battersea Power Station verlängert. Ab der Haltestelle Kennington, wo die Züge zuvor endeten, führt die Strecke nach Battersea mit der Zwischenhaltestelle Nine Elms. Es entstand ein Bedarf von insgesamt fünf weiteren Zügen.
Allerdings ist geplant den Takt auf der Northern Line und Jubilee Line zu erhöhen, um Kosten zu sparen werden diese Züge in einem großen Auftrag mit insgesamt 68 Zügen bestellt. Die Verlängerung soll die großflächige Entwicklung am südlichen Themseufer in Nine Elms unterstützen. Nachdem die Tunnelbohrarbeiten 2015 begonnen hatten, erfolgte die Eröffnung am 20. September 2021. Eine weitere Verlängerung zum wichtigen Süd-Londoner Bahnknotenpunkt Clapham Junction wird geprüft.

### Deep Tube Upgrade Programme
Im Rahmen des Deep Tube Upgrade Programme plant Transport for London Kapazitätserweiterungen von vier Tube-Linien. Beginnend mit der Piccadilly Line sollen auch die Bakerloo, Central und Waterloo & City Line modernisiert werden. Es werden neue, durchgängig begehbare U-Bahn-Züge des Typs Inspiro London von Siemens Mobility beschafft, die rund 10 % mehr Fahrgäste pro Zug befördern können. Weitere Kapazitätsgewinne sollen durch Taktverdichtungen erreicht werden. Bei der Piccadilly Line sollen in den Spitzenstunden nach Auslieferung aller neuen Züge 27 statt 24 Züge pro Stunde und Richtung fahren. In einem zweiten Schritt sollen durch moderne Zugsicherungstechnik 33 Züge pro Stunde möglich sein.
Aufgrund fehlender Finanzmittel wird vorerst nur die Piccadilly Line modernisiert.

## Unfälle und Katastrophen

### Unfälle mit Zügen
Die London Underground gilt als ein sehr sicheres Verkehrsmittel. Unfälle sind sehr selten: Seit der Gründung von London Underground im Jahr 1933 gab es 61 Unfälle mit Todesfolge. Am 17. Mai 1938 starben sechs Menschen, als bei der Station Temple ein Zug der Circle Line nach Missachten eines Stoppsignals auf einen Zug der District Line auffuhr. Am 8. April 1953 stieß ein Zug der Central Line zwischen Stratford und Leyton mit einem abgestellten Zug zusammen; dabei starben zwölf Menschen.
Der mit Abstand schwerste Unfall ereignete sich am 28. Februar 1975 beim U-Bahn-Unfall von Moorgate, als ein Zug der Northern City Line (die 1913–1975 ein Teil der Underground war) im Tunnel- und Kopfbahnhof Moorgate mit einer Geschwindigkeit von über 50 km/h auf die Wand am Ende der Tunnelröhre aufschlug. 43 Personen wurden getötet und 74 zum Teil schwer verletzt.
Am 25. Januar 2003 entgleiste bei der Station Chancery Lane ein Zug der Central Line, nachdem ein Triebwagen sich vom Rest des Zuges gelöst hatte; 32 Fahrgäste wurden dabei verletzt. Die gesamte Central Line wurde geschlossen, um nach den Ursachen zu suchen und notwendige Anpassungen an den Zügen vorzunehmen. Ende März fuhren wieder eine beschränkte Anzahl Züge auf den östlichen und westlichen Außenstrecken. Am 3. April wurde auch der zentrale Abschnitt wiedereröffnet; erst Ende April verkehrten die Züge wieder nach dem normalen Fahrplan. Die Schließung betraf kurzzeitig auch die Waterloo & City Line, wo derselbe Fahrzeugtyp (1992 Tube Stock) verwendet wird.

### Unfälle in Stationen
Ein Brand am 23. November 1984 in der Station Oxford Circus verlief glimpflich und forderte keine Todesopfer. Als Folge davon wurde ein totales Rauchverbot verhängt. Das Missachten dieses Verbots führte am 18. November 1987 zu einer Brandkatastrophe in der Station King’s Cross St. Pancras. Ein weggeworfenes Streichholz entzündete eine Schmierfett-Schmutz-Mischung unter einer Rolltreppe. Das Feuer setzte die Rolltreppe in Brand und die darüberliegende Verteilerebene wurde in dichten Rauch eingehüllt. 31 Menschen konnten sich nicht rechtzeitig in Sicherheit bringen und erstickten. Nach einer gründlichen Untersuchung des Vorfalls wurden alle hölzernen Rolltreppen ersetzt sowie Sprinkleranlagen und Brandmelder installiert. Das gesamte Stationspersonal von London Underground muss seitdem zweimal jährlich einen obligatorischen Sicherheitskurs absolvieren.

### Zweiter Weltkrieg
Während des Zweiten Weltkriegs (vor allem während der Luftschlacht um England) wurden viele tiefliegende U-Bahn-Stationen als Luftschutzbunker verwendet. Doch auch diese Einrichtungen boten nicht immer Schutz vor der deutschen Luftwaffe. Am 3. März 1943 wurden in der Station Bethnal Green 173 Menschen getötet. Diese lag an einem fertiggestellten, aber noch nicht eröffneten Teilstück der Central Line. Während eines Luftangriffs wurde in einem Park nahe der Station eine noch geheime Luftabwehrrakete gezündet. Die ungewohnte Explosion löste eine Panik aus, und viele Menschen flohen in die nahegelegene Station. Eine Frau stolperte auf der engen Treppe und löste eine Kettenreaktion aus, in die 300 weitere Menschen verwickelt waren. 172 wurden innerhalb von Sekunden zu Tode getreten, eine Person erlag wenig später im Krankenhaus den Verletzungen.
Viele Personen wurden auch durch direkte Bombentreffer getötet. Die meisten Opfer gab es am 14. Oktober 1940 in der Station Balham (68), am 12. November 1940 in der Station Sloane Square (79) und am 11. Januar 1941 in der Station Bank (56).

### Vorfälle im Rahmen der Anschläge vom 7. Juli 2005
Am Vormittag des 7. Juli 2005 fanden bei einem Terroranschlag im U-Bahn-Netz mehrere Explosionen statt, wobei es mindestens 700 Verletzte und über 50 Tote gab.

### Suizid
Auf dem Netz der Underground kommt es häufig zu Suizidversuchen (durchschnittlich einmal pro Woche), von denen jeder dritte tödlich endet. Die dadurch verursachten Verspätungen werden in den Lautsprecherdurchsagen als incident, passenger action („Fahrgastzwischenfall“) oder Person under a train („Person unter einem Zug“) umschrieben, beim Personal (aber auch vereinzelt bei Durchsagen) werden sie jedoch als one under („einer drunter“) bezeichnet. Um die Sicherheit zu erhöhen und Suizide zu vermeiden, sind die 1999 eröffneten Stationen der verlängerten Jubilee Line mit Glaswänden am Bahnsteigrand ausgestattet. Die Wände sind mit Bahnsteigtüren ausgestattet, die sich gemeinsam mit den dahinterliegenden Wagentüren der Züge öffnen und schließen.

### Maßnahmen bei Zwischenfällen
Häufig kommt es in der London Underground zu Zwischenfällen, die beispielsweise mit unbeaufsichtigten oder vergessenen Gepäckstücken, Suizidversuchen oder Brandfällen zu tun haben; diese werden in allen Stationen der London Underground (und auch in allen Bahnhöfen der National Rail) durch die zuvor aufgenommene Durchsage angekündigt: Due to a reported emergency all passengers must leave the station immediately. Please obey the instructions of the staff. („Wegen eines gemeldeten Notfalls müssen alle Fahrgäste die Station sofort verlassen. Bitte befolgen Sie die Anweisungen des Personals.“) Darauf folgt ein Alarmton.

## Das Logo

Das Underground-Logo

Das bekannte Logo der Londoner U-Bahn, ein roter Kreisring mit einem horizontal darüber liegenden blauen Balken, wurde 1908 von Harold Stabler entworfen (die Metropolitan Railway hingegen hatte das „Diamond and Bar“-Logo, ein diamantförmiges Logo mit Balken). 1916 überarbeitete Edward Johnston das Logo im Auftrag des „London Passenger Transport Board“. Es ist in jeder Station, aber auch in und auf den einzelnen Zügen, Bussen, Straßenbahnen und auf den Fahrplänen zu sehen. Entweder ist es in den Stationen auf Schildern angebracht oder zum Teil sogar durch Mosaik-Technik in die Wand der Tunnelröhren eingearbeitet. Auf dem blauen Balken steht in Großbuchstaben entweder der jeweilige Stationsname oder das Wort „Underground“.
Johnston entwickelte den Sans-Serif-Schrifttyp Johnston Typeface, der ab 1916 für das Logo verwendet wurde; die Schrift bildete die Vorlage für die von Eric Gill in den 1920er Jahren entwickelte Gill Sans. Die heute benutzte Schriftart ist eine überarbeitete Version, die unter dem Namen „P22 Johnston Underground“ vom Schriftarten-Hersteller P22 type foundry vertrieben wird. Mit der Zeit entwickelte sich das Logo ebenso zu einem markanten Erkennungsmerkmal für die U-Bahn und London selbst wie der Slogan „mind the gap“ (s. u.). Diese beiden Merkmale sind auf zahlreichen Fanartikeln vereint, die ebenso wie historische Poster und der Underground-Netzplan vom London Transport Museum vermarktet werden.
Transport for London ist dafür bekannt, dass sie die unautorisierte Benutzung wie z. B. das Kopieren des Logos gerichtlich verfolgen lässt. Trotzdem entstehen weltweit immer wieder zahlreiche Kopien, da sich das Logo bei London-Fans großer Beliebtheit erfreut.
Zum 50. Geburtstag der Berliner U-Bahn schenkte die London Transport Executive, der damalige Betreiber der Londoner U-Bahn, 1952 den Berliner Verkehrsbetrieben (BVG) als Zeichen der Verbundenheit ein Londoner U-Bahn-Schild. Als Ort der Anbringung wählte die BVG mit dem U-Bahnhof Wittenbergplatz eine der Stationen mit dem höchsten Fahrgastaufkommen West-Berlins aus.

## Liniennetzplan

U-Bahn-Linien innerhalb der Tarifzonen 1 und 2 (inoffizieller Liniennetzplan)

Im Jahr 1933 entwarf Harry Beck, ein Angestellter von London Transport, einen schematischen Liniennetzplan. Beck war zur Einsicht gelangt, dass der Fahrgast nicht die genauen geografischen Positionen wissen muss, um von einer Station zur anderen zu gelangen, weil die U-Bahn oft unterirdisch verkehrt. Nur die Topologie, also die räumliche Beziehung der Stationen untereinander, ist entscheidend.
Er begann einen Liniennetzplan zu entwerfen, der elektrischen Schaltplänen ähnelte. Beck verfeinerte sein Design; der Plan bestand nur noch aus den beschrifteten Stationen sowie aus geraden Linien, die entweder horizontal, vertikal oder in einem diagonalen 45-Grad-Winkel verlaufen. London Transport reagierte zunächst skeptisch auf den Plan und betrachtete diesen lediglich als Freizeitarbeit eines einfachen Angestellten. Dennoch wurde der Plan probehalber in einer kleinen Auflage gedruckt und an die Fahrgäste verteilt. Er wurde sofort ein großer Erfolg und wird in seiner Art bis heute verwendet, sei es als Karte in Poster-Größe oder als handlicher Reisebegleiter.
Das Design ist heute ein Symbol für London schlechthin: Es wird auf T-Shirts, Ansichtskarten, Tassen und andere Souvenirs gedruckt. Der englische Künstler Simon Patterson ersetzte in seinem Werk The Great Bear aus dem Jahr 1992 die Namen der Stationen durch Namen von Wissenschaftlern, Philosophen, Heiligen oder anderen Berühmtheiten. Das Bild wird in der Tate Modern ausgestellt.
Über die Jahre hinweg wurden verschiedene Änderungen am Originalentwurf vorgenommen. Besonders das Problem, Umsteigemöglichkeiten zu oberirdischen Bahnstrecken darzustellen, konnte nie zu Becks Zufriedenheit gelöst werden. Außerdem werden heute für einzelne Linien andere Farben verwendet. Erweiterungen des Netzes (zum Beispiel die Jubilee Line) wurden stets raffiniert integriert; auf diese Weise basierten Neuauflagen stets auf dem Original.
Becks Design wird seit langem weltweit von vielen anderen Verkehrsbetrieben in ähnlicher Form verwendet, beispielsweise in Berlin, Paris oder Tokio. Auch für Stadtbahnen ist dieses Konzept geeignet. Ein Faksimile des Originalplans von 1933 ist in der Station Finchley Central ausgestellt, in deren Nähe Henry Beck einst wohnte.
Ebenfalls auf dem Netzplan abgebildet sind die Linien der Docklands Light Railway, einer vollautomatischen Stadtbahn im ehemaligen Hafengebiet Docklands, in Form von zwei dünnen blaugrünen parallelen Linien, die Linien der Overground (zwei dünne orange parallele Linien) und seit 2012 eine Seilbahn, die von den Docklands über die Themse nach North Greenwich führt (drei dünne rote parallele Linien).

## Mind the gap

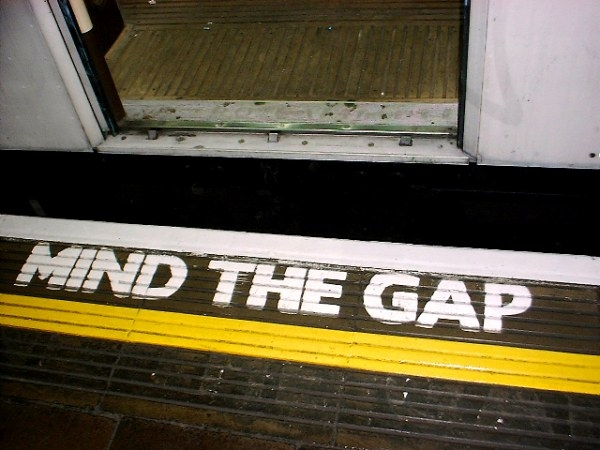
Beschriftung der Bahnsteigkante

Die Durchsage Mind the gap between the train and the platform (Vorsicht Lücke!, wörtlich: Denken Sie an die Lücke zwischen Zug und Bahnsteig) ist eine Durchsage in der Underground, die es zu großer Bekanntheit gebracht hat und zum Teil als ebenso typisch für London empfunden wird wie die Doppeldeckerbusse. Die Souvenir-Industrie bietet mittlerweile zahlreiche Accessoires (T-Shirts, Tassen, Taschen und auch Unterwäsche) mit Aufdruck an. Der deutschen Techno-Band Scooter diente die Durchsage als Inspiration für ein gleichnamiges Album.
Ihren Ursprung hatte die Durchsage an der Station Embankment der Northern Line. Weil der Tunnel exakt dem Verlauf der darüberliegenden Straße folgt, liegt diese Station in einer Kurve und der Spalt zwischen Wagen und Bahnsteig ist außerordentlich breit. Mit der Durchsage werden die Fahrgäste daran erinnert, darauf zu achten, wohin sie treten. Weitere Linien mit großen Abständen zwischen Wagen und Bahnsteig sind die Bakerloo Line und die Central Line.
Die Durchsage selbst ist aufgezeichnet und wird von professionellen Sprechern gesprochen. Die erste, sehr markante Aufnahme stammt von Peter Lodge und wurde in den 1960er Jahren – bereits digital – aufgenommen. Diese Durchsage ist in einem harschen Ton gehalten, um ein Überhören unwahrscheinlich zu machen. Zusätzlich ist auch die Bahnsteigkante auffällig mit „Mind the Gap“ beschriftet. Seit 2003 wird diese Durchsage nach und nach durch eine andere Version ersetzt. Diese wird von Emma Clarke, einer damals 36-jährigen freien Synchronsprecherin, gesprochen und ist in einem vornehmeren, weniger strengen Ton gehalten.

## Tarifsystem

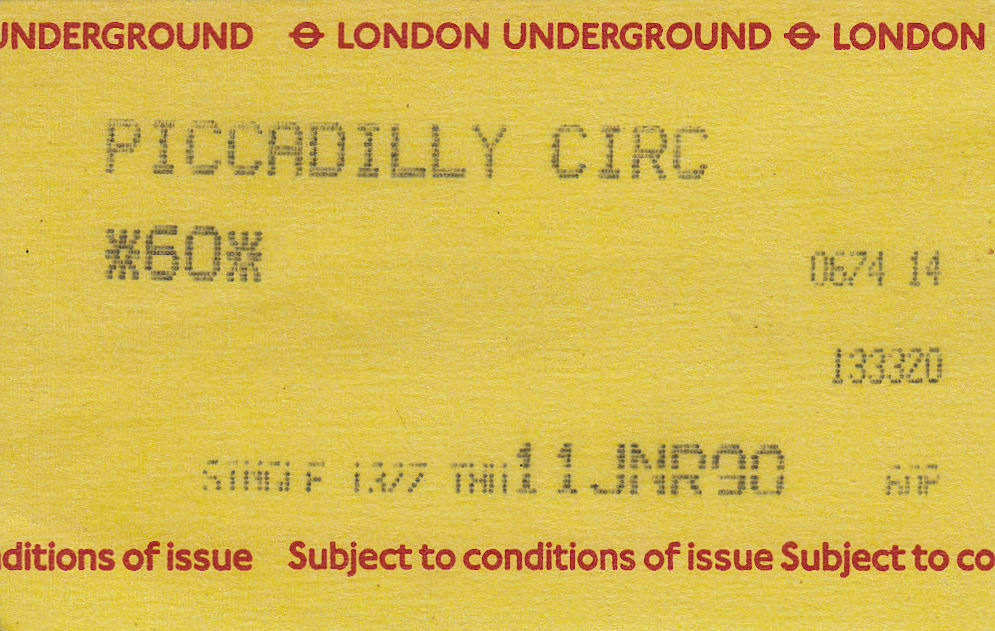
Fahrschein (1990)

### Travelcard

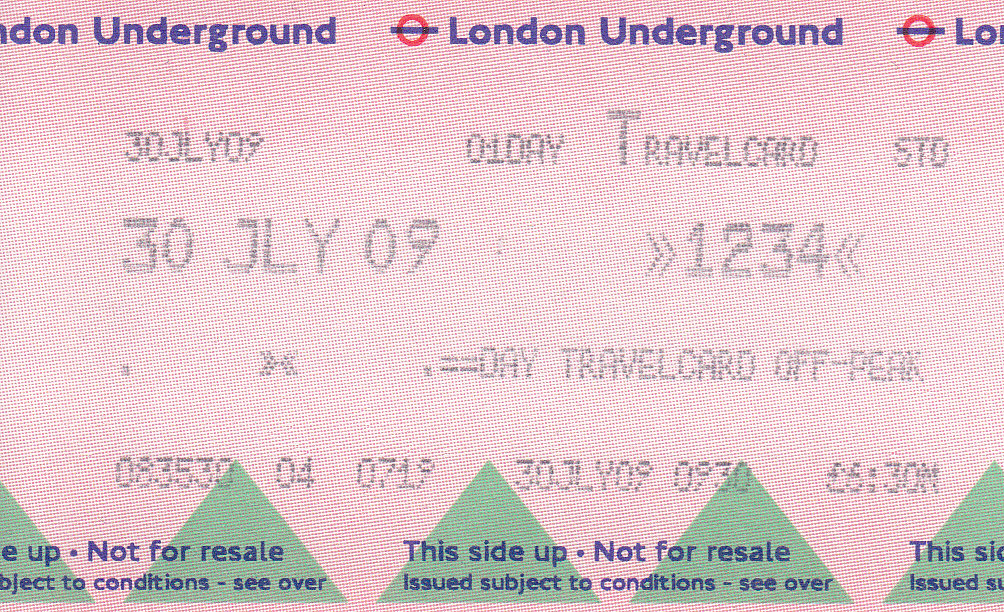
Travelcard

Für die Berechnung der Fahrpreise verwendet London Underground das Tarifzonensystem der Travelcard (Papierfahrschein) von Transport for London, das einem Verkehrsverbund entspricht. Um die zentrale Zone 1, die zu einem großen Teil durch die Circle Line begrenzt wird, liegen fünf weitere konzentrische Zonen. Diese decken das gesamte Gebiet von Greater London und einen kleinen Teil im Südwesten von Essex ab; auch der Flughafen Heathrow gehört dazu. Einzelne Stationen der Metropolitan Line in Hertfordshire liegen außerhalb des eigentlichen Travelcard-Bereichs; die Zonen 7 bis 9 gelten nur für die Underground, nicht aber für andere Verkehrsmittel. Allgemein gilt: Je mehr Zonen durchfahren werden, desto höher ist der Fahrpreis. Fahrscheine und Abonnements, die die Zone 1 abdecken, sind üblicherweise teurer als solche, die lediglich äußere Zonen umfassen.
Im Januar 2006 wurde die Tarifstruktur für Travelcard vereinfacht. Dabei wurden die Preise für Einzelfahrschein absichtlich hoch angesetzt um die Fahrgäste zu kontaktlosen Bezahlen mittels Debit-Card bzw. Kreditkarte oder zur Oyster Card zu motivieren. Konkrete Preise und Konditionen für die Travelcard finden sich auf der Website der Transport for London.

### Contactless
Alternativ zur Travelcard („Fahrschein“) können auch kontaktlose Karten mit NFC-Fähigkeit wie Debitkarten und Kreditkarten oder alternative NFC-Bezahlfunktionen wie virtuelle Kreditkarten, Google Pay oder Apple Pay auf Smartphones verwendet werden. Durch die breite Ausgabe dieser NFC-Karten seit Mitte der 2010er Jahre ist diese Methode mittlerweile dominierend. Als Fahrgast hält man die NFC-Karte bzw. Mobilgerät beim Betreten und Verlassen der Stationen an die Lesegeräte, womit das System selbstständig die Zeit und Entfernungen und die damit verknüpften Kosten ermittelt und so ein Pay-as-you-go realisiert wird. Die entstehenden Kosten werden dabei gesammelt und en bloc pro Tag von der Karte eingezogen. Weiters greift dabei eine Kostendeckelung (englisch cap) nach verschiedenen Regeln wie dem täglichen Maximalpreis (Daily Capping) pro Zone. Diese Kostengrenze orientiert sich am Einzelpreis der Travelcard, d. h. man zahlt damit nicht mehr als mit einer Tages-Travelcard. Außerdem ist eine wöchentliche Kostendeckelung vorhanden, welche wie Daily Capping funktioniert, aber die Maximalkosten in einer Woche, gerechnet von Montag zu dem folgenden Montag, nach oben begrenzt.
Der Vorteil dieses Systems ist, dass dabei keine zusätzliche Fahrkarte oder Fahrschein angeschafft werden muss. Es werden fast alle NFC-tauglichen Debit- und Kreditkarten, auch ausländische Kreditkarten, akzeptiert. Die damit verbundenen Fahrpreise sind in praktischer Anwendung meist geringer als die Preise mit der Travelcard, welche die obere Preisgrenze (cap) darstellt. Der Nachteil bei Verwendung von nicht auf Pfund Sterling (GBP) lautenden Karten, beispielsweise bei Verwendung einer Debit-Karte aus dem Euro-Raum, besteht darin, dass durch die tägliche Abrechnung die Umrechnungsspesen nach GBP und bankspezifische Zuschläge für Abrechnungen in Fremdwährung anfallen können.

### Oyster

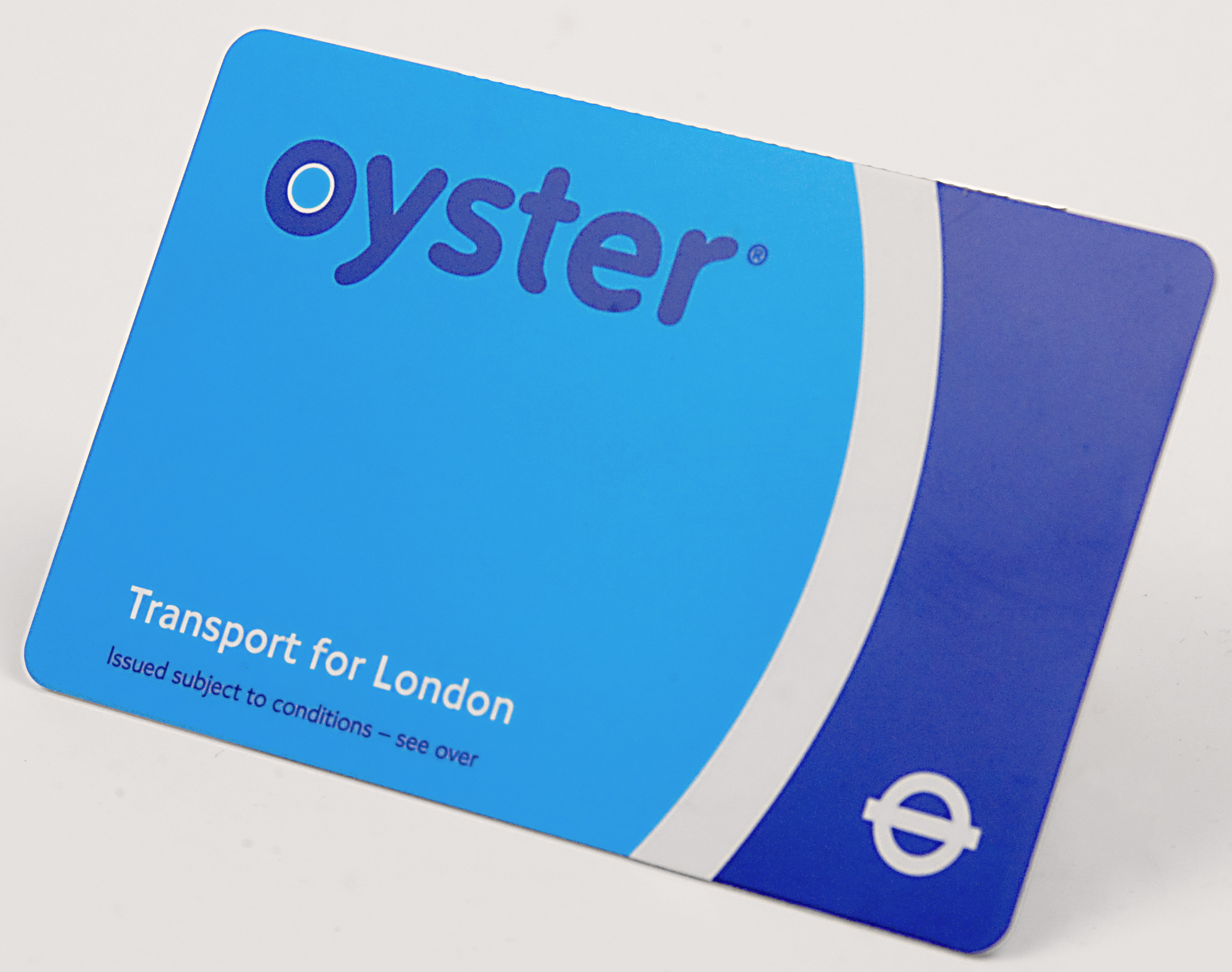
Oyster Card

Die Oyster Card ist eine blaue Plastikkarte mit einer NFC-Fähigkeit. Sie ist in der Anwendung im Rahmen der London Underground analog wie die NFC-fähigen Debit- oder Kreditkarten zu sehen (Contactless) und stellt eine Alternative dar, wenn eine NFC-taugliche Debit- oder Kreditkarte entweder nicht verfügbar ist oder nicht verwendet werden will.
Es gibt verschiedene Verwendungsmöglichkeiten, unter anderem sind das:
- Travelcard (als Zeitkarte ab 1 Woche Gültigkeit für bestimmten Tarifzonen)
- Pay-as-you-Go: Es wird nach Abschluss einer Fahrt der Betrag abgebucht.
- spezielle für Touristen ausgegebene Oyster Cards

Die Pay-as-you-go-Variante bringt den Fahrgästen die gleichen Einsparungen gegenüber herkömmlichen, gedruckten Travelcards ein. So gibt es bei Pay-as-you-go eine Kostendeckelung pro Tag (daily capping) und Tarifzone. Sobald man mit seinen Fahrten die Deckelung erreicht, kosten weitere Fahrten (innerhalb der Tarifzonen deren Deckelung man erreicht hat) nichts mehr. Dies soll vor allem die langen Schlangen an den Fahrkartenschaltern verkürzen und den Personalaufwand verringern. Die Pay-as-you-Go Preise wurden vom Londoner Bürgermeister bis März 2025 eingefroren. Es wird bis zu diesem Datum zu keinen Preiserhöhungen kommen.
Man kann die Oyster Card entweder bei den Fahrkartenautomaten der U-Bahn-Stationen oder bei den Oyster Ticket Stops aufladen. Der Nachteil der Oyster Card ist, dass bei der Anschaffung ein bestimmter Betrag für die Ausstellung der Karte verlangt wird. Dieser Anschaffungsbetrag wird bei nicht mehr weiterer Nutzung der Oyster Card seit dem 4. September 2022 nicht mehr zurückerstattet.
Des Weiteren sind Aufladungen auf die Oyster Card bei Personengruppen mit nur einer zeitlich limitierten Nutzung, beispielsweise Touristen, mit dem Problem verbunden, dass am Ende der Reise ein eventuell verbleibendes Guthaben auf der Oyster Card entweder gar nicht oder nur mit gewissen Aufwand rückerstattet wird, womit in Summe höhere Gesamtkosten als mit der direkten Verwendung von NFC-fähigen Debit- oder Kreditkarten entstehen können.

## Barrierefreiheit

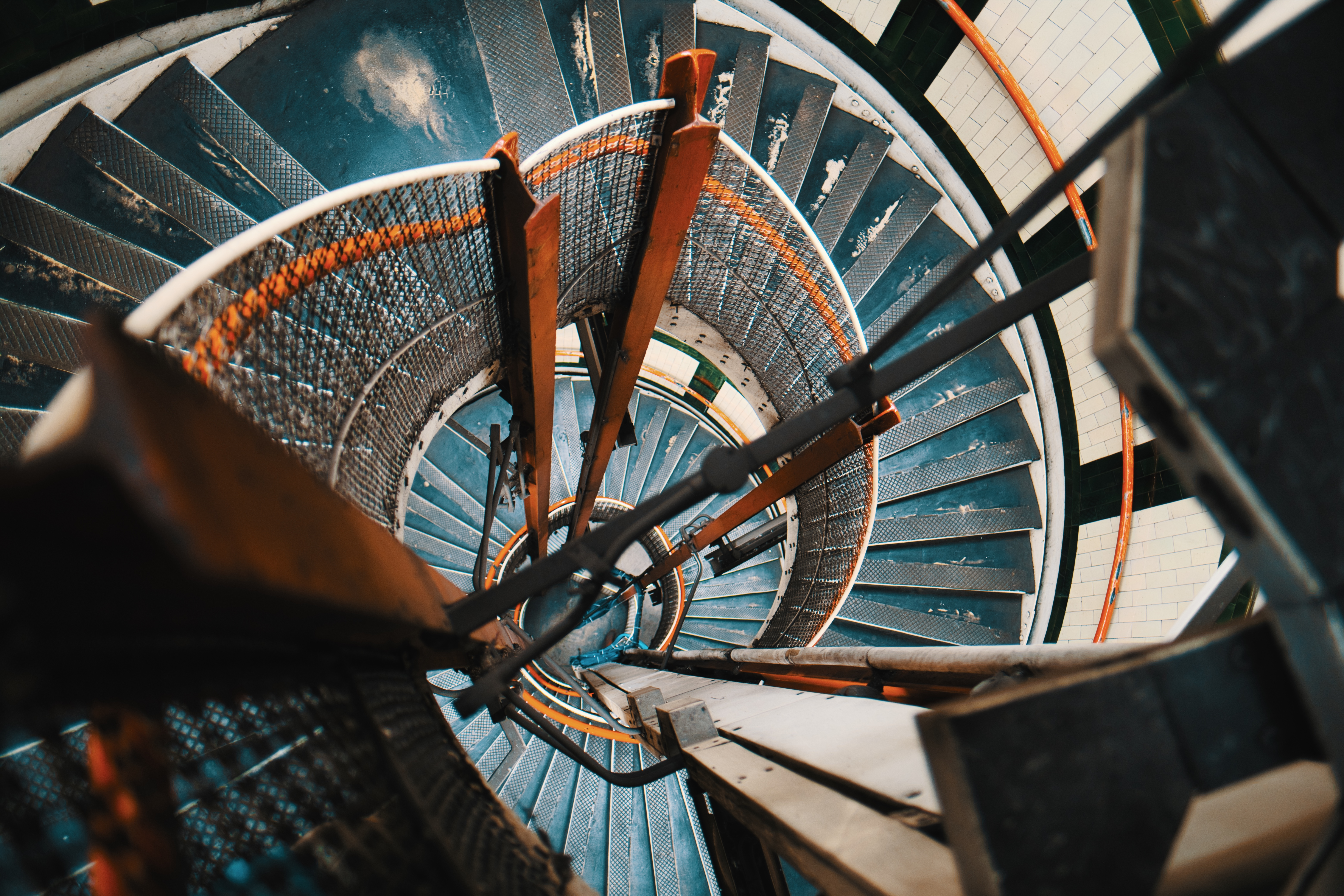
Regulärer und nicht barrierefreier Auf- und Abgang zur Piccadilly Line in der Station Gloucester Road

Da die meisten Stationen der London Underground bereits viele Jahrzehnte alt sind, wurden sie nicht nach Maßstäben des barrierefreien Bauens errichtet. Die meisten Stationen sind bis heute in vielen Bereichen auch nicht nachgerüstet. Es sind allerdings umfangreiche Bauarbeiten im Tubenetz angekündigt, in deren Verlauf auch mehrere Stationen mit Liften nachgerüstet sowie neue Wagen mit mehr Rollstuhlplätzen angeschafft werden.
Dies bedeutet, dass die Mehrzahl aller Stationen nicht für Menschen im Rollstuhl zugänglich ist. An allen Stationen ist ein entsprechender Durchlass im Sperrensystem zur Fahrscheinkontrolle vorhanden, aber in den meisten Fällen ist es nicht möglich, den Bahnsteig zu erreichen, weil keine Aufzüge zur Verfügung stehen. Von insgesamt 275 Stationen sind lediglich 40 mit Aufzügen ausgestattet, wobei diese in einigen Fällen nur nach Anmeldung benutzt werden können. Daneben sind sie teilweise nicht direkt, sondern nur über einige Stufen vom Bahnsteig aus zu erreichen.
Auch beim Umsteigen zwischen einzelnen Linien müssen sehr oft Stufen überwunden werden. Einzig zwischen Westminster und Stratford, dem neuesten Abschnitt der Jubilee Line, sind sämtliche Stationen rollstuhlgerecht ausgebaut, was außerdem nur bei wenigen Stationen in der Innenstadt gegeben ist. Ein zusätzliches Problem stellt der Höhenunterschied zwischen Bahnsteig und Zug dar. Des Weiteren sind in vielen Zügen keine Stellflächen vorgesehen.
Als Hilfestellung für sehbehinderte und blinde Menschen sind alle Bahnsteigkanten mit einem Bodenbelag versehen, der sich von dem des Bahnsteiges unterscheidet. In den Zügen kündigen Lautsprecherdurchsagen die Endstation und den nächsten Halt an. Für diese Menschen stellt der Einstieg in den Wagen zudem ein Hindernis und Sicherheitsrisiko dar. Es sind keine Hilfen zur Navigation durch die oft labyrinthähnlichen Stationen vorhanden. Einzige Hilfestellung für hörbehinderte Menschen sind elektronische Anzeigen in neueren Zügen, die über das Ziel und die nächste Station informieren.
„GLAD“ (Greater London Action on Disability), eine Initiative von behinderten Menschen, setzt sich für eine Umgestaltung der London Underground ein. Ziel ist, die Nutzung der Tube auch für alle Menschen mit Behinderung problemlos zu gestalten. Nach Aussagen von GLAD ist die Tube das am wenigsten behindertengerechte öffentliche Verkehrsmittel in London.

## Trivia
- Creep (2004) Ein Horrorfilm von Christopher Smith aus dem Jahr 2004, der in der Londoner U-Bahn und Kanalisation spielt.